# Registán
Registán (en uzbeko: Registon) era el corazón de la antigua ciudad de Samarcanda de la dinastía timúrida, ahora en Uzbekistán. El nombre Registán (ریگستان) significa ‘lugar de arena’ en persa.
Existen evidencias de actividad humana en la zona de la ciudad que datan de finales del Paleolítico.  Aunque no hay evidencia directa de cuándo se fundó Samarcanda, varias teorías proponen que fue fundada entre los siglos VIII y VII a. C. Gracias a su ubicación en la Ruta de la Seda entre China, Persia y Europa, Samarcanda llegó a ser una de las mayores ciudades ciudades de Asia Central, y fue una importante ciudad de los imperios del Gran Irán.  En la época del Imperio aqueménida persa, era la capital del sátrapa de Sogdia. La ciudad fue conquistada por Alejandro Magno en el año 329 a. C., cuando era conocida como Markanda, que se tradujo en griego como Μαράκανδα.   La ciudad fue gobernada por una sucesión de gobernantes iraníes y turcos hasta que fue conquistada por los mongoles de Gengis Kan en 1220.
El Registán era una plaza pública donde las personas se reunían para escuchar las proclamaciones reales, anunciados por explosiones en enormes tubos de cobre llamados dzharchis, y un lugar de ejecuciones públicas. La plaza está enmarcada por tres madrasas (escuelas islámicas) de la distintiva arquitectura islámica.
Las madrazas son parte del legado del rey turco-mongol Timur en su antigua ciudad de Samarcanda. Uno de los monumentos de Timur lleva el proverbio: "Si quieres saber sobre nosotros, examina nuestros edificios". Siglos más tarde, en 1888, el viajero y futuro virrey de la India, George Curzon, llamó al Registán “la plaza pública más noble del mundo”.
El Registán creció alrededor de la tumba del santo del siglo IX, Imam Ŷaʿfar as-Sadiq (la tumba se encuentra frente a la madraza de Sher Dor), pero en el siglo XIV también era el corazón comercial de la ciudad. Seis caminos atravesaban la plaza y estaba conectada directamente con la ciudadela de Timur. Los decretos imperiales se gritaron desde los tejados, y la gente se habría reunido aquí para ver desfiles militares y otras formas de espectáculo. Los tres magníficos edificios que se observan en la actualidad son los sucesores de esta pieza central medieval.
Estos edificios, el Registán y otras maravillas de la Samarcanda timúrida, fueron el resultado de la unión de artesanos y constructores de todo el imperio a fines del siglo XIV. Su influencia también llegaría lejos y moldearía el carácter de ciudades distantes. Los monumentos safávidas de Persia y la arquitectura mogol en lo que hoy es Pakistán e India se inspiraron aquí. En la mezquita del Imam en Isfahán, el Taj Mahal en Agra e incluso en la mezquita de principios del siglo XX en San Petersburgo, se pueden ver rastros del Registán.
La plaza que mide aproximadamente 110 m por 60 m, fue una vez la plaza principal de la ciudad, llena de mercados y bordeada de caravasar (posadas junto a la carretera). Samarcanda tiene al menos dos milenios y medio, y durante la mayor parte de esos años ocupó una posición intermedia en la red de rutas comerciales que conectan Europa y Asia, lo que explica la prosperidad y el cosmopolitismo de la ciudad. También por su tendencia a atraer tanto a invasores como a viajeros.

## Madrazas

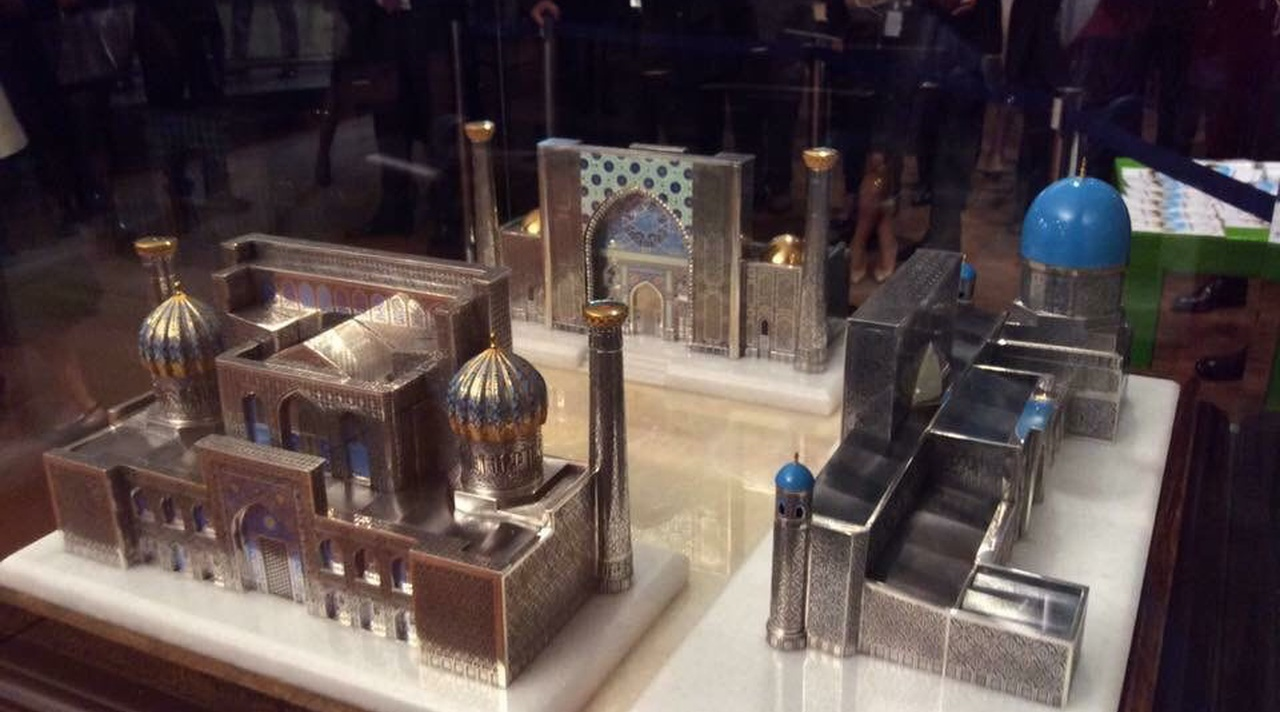
Maqueta de la Plaza de Registán en la sede de la ONU en la ciudad de Nueva York.

Las tres madrazas del Registán son: la Madraza Ulugh Beg (1417-1420), la Madraza Sher-Dor (1619-1636) y la Madraza Tilya-Kori (1646-1660). Madraza es un término árabe que significa escuela.
- Madraza Ulugh Beg (1417-1420)  (en persa: مدرسه الغ بیگ‎), construida por Ulugh Beg durante la era del Imperio timúrida de Timur-Tamerlán, tiene un iwan imponente con un pishtaq o portal con arco de lanceta frente a la plaza. Las esquinas están flanqueadas por altos minaretes. El panel de mosaico sobre el arco de entrada del iwan está decorado con ornamentos geométricos estilizados. El patio cuadrado incluye una mezquita y salas de conferencias, y está bordeado por las celdas de los dormitorios en los que vivían los estudiantes. Hay galerías profundas a lo largo de los ejes. Originalmente, la madraza de Ulugh Beg era un edificio de dos pisos con cuatro darskhona (salas de conferencias) abovedadas en las esquinas. Fue una de las mejores universidades para el clero del Oriente musulmán en el siglo XV. Abdul-Rahman Jami, el gran poeta, erudito, místico, científico y filósofo persa estudió en la madraza.[6] Durante el gobierno de Ulugh Beg, la madraza fue un centro de aprendizaje y el propio Ulugh Beg dio conferencias allí.

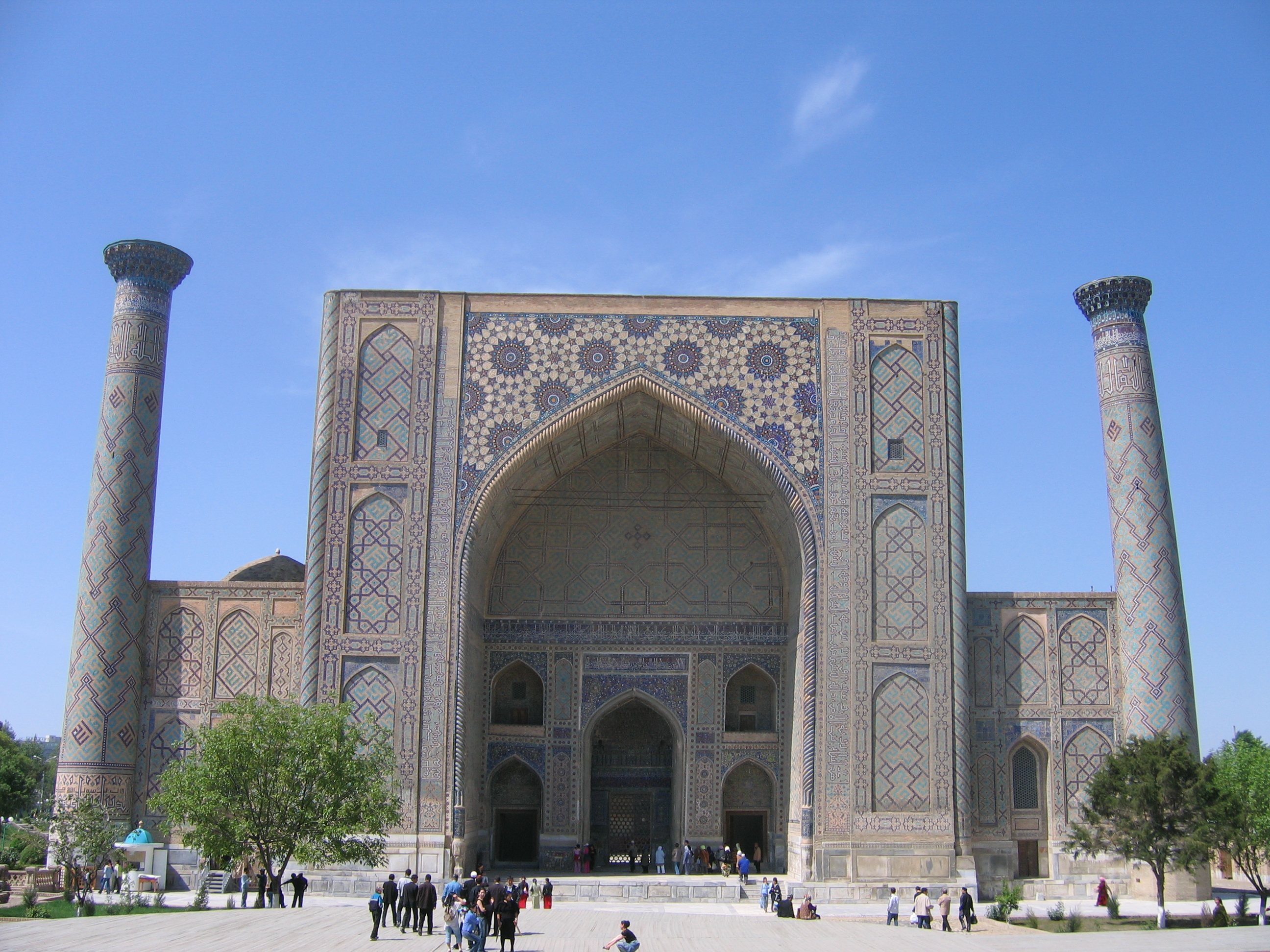
Madraza Ulugh Beg
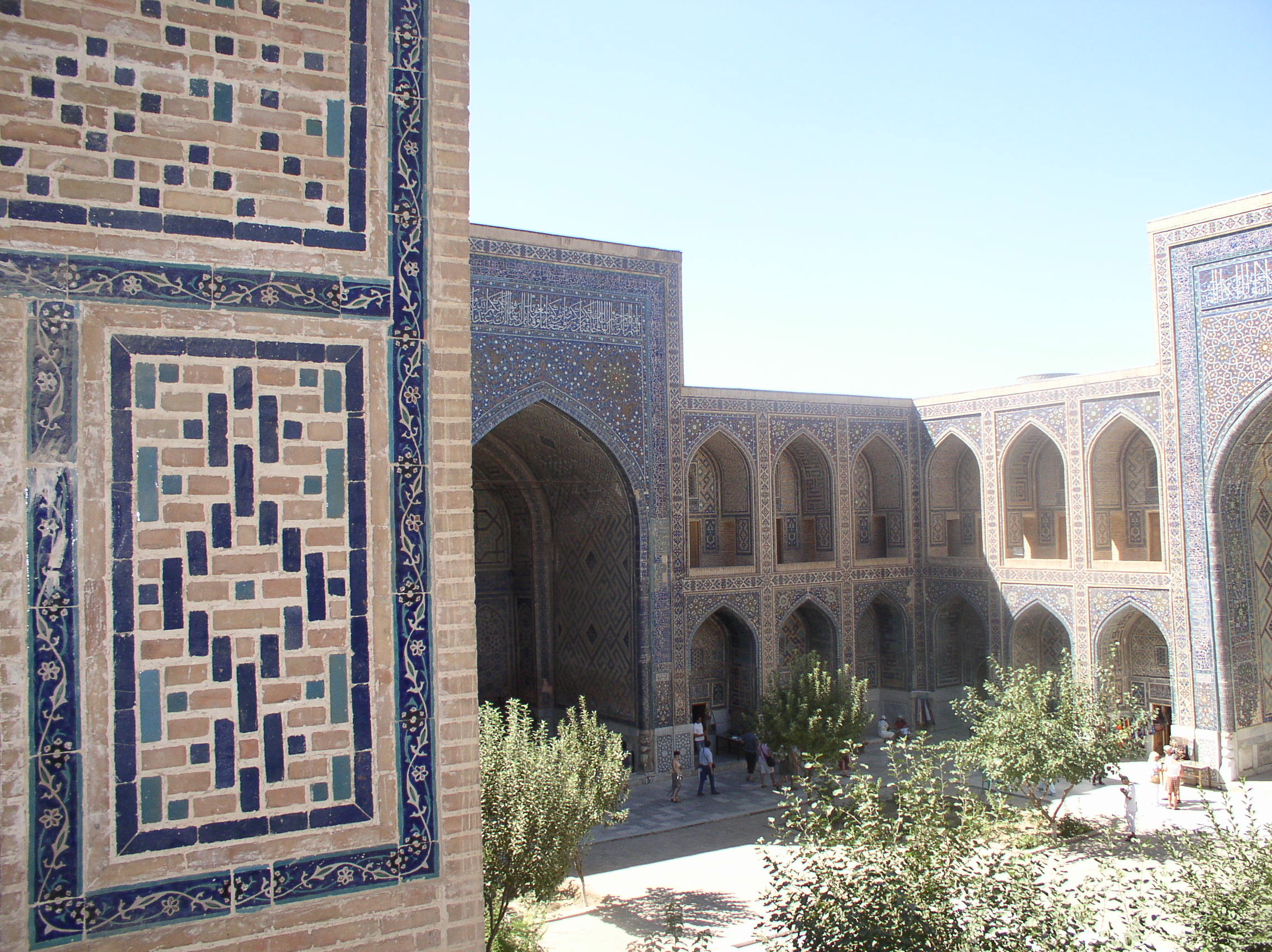
Patio de la madraza Ulugh Beg
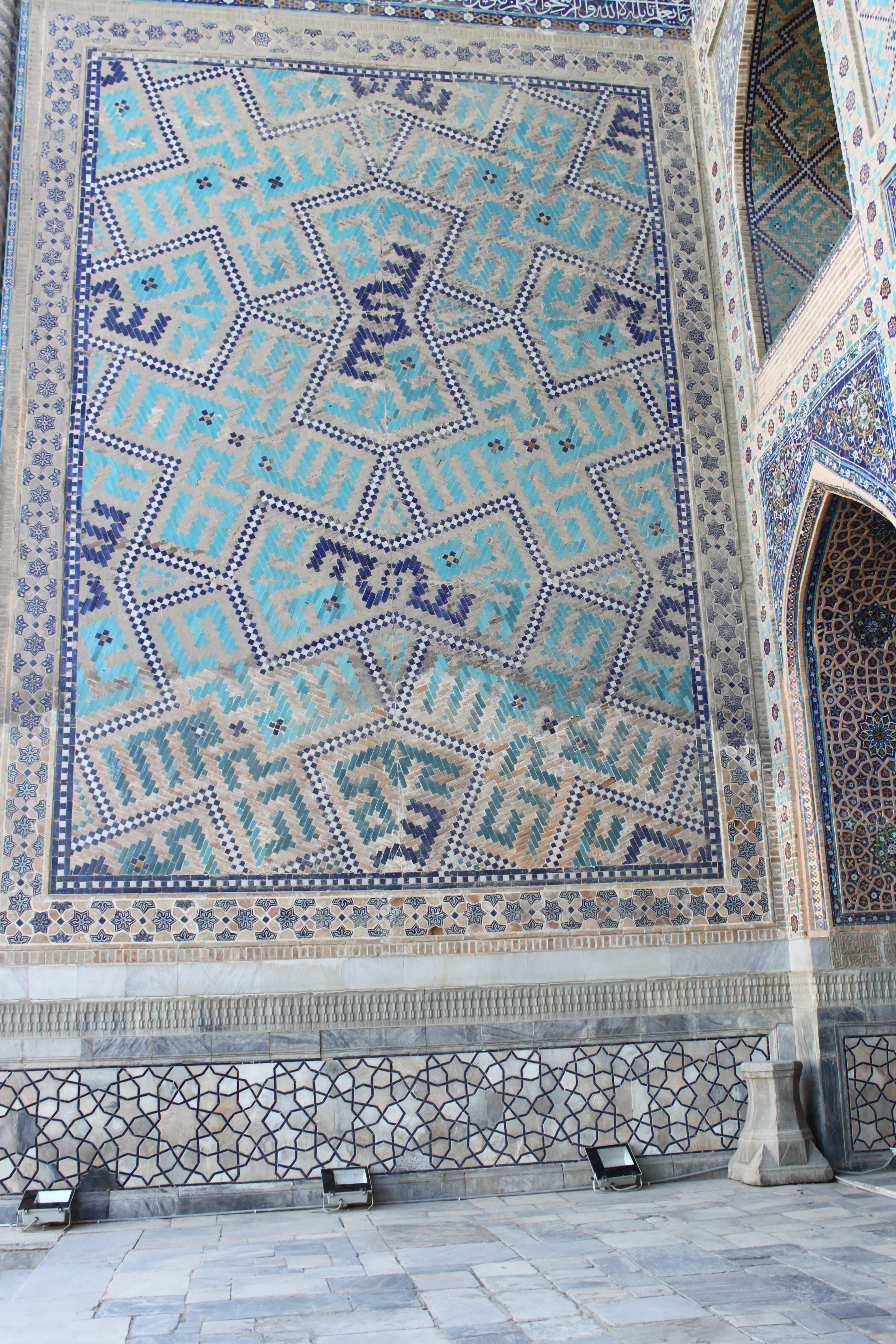
Detalle de una pared lateral del pishtak de la madraza.
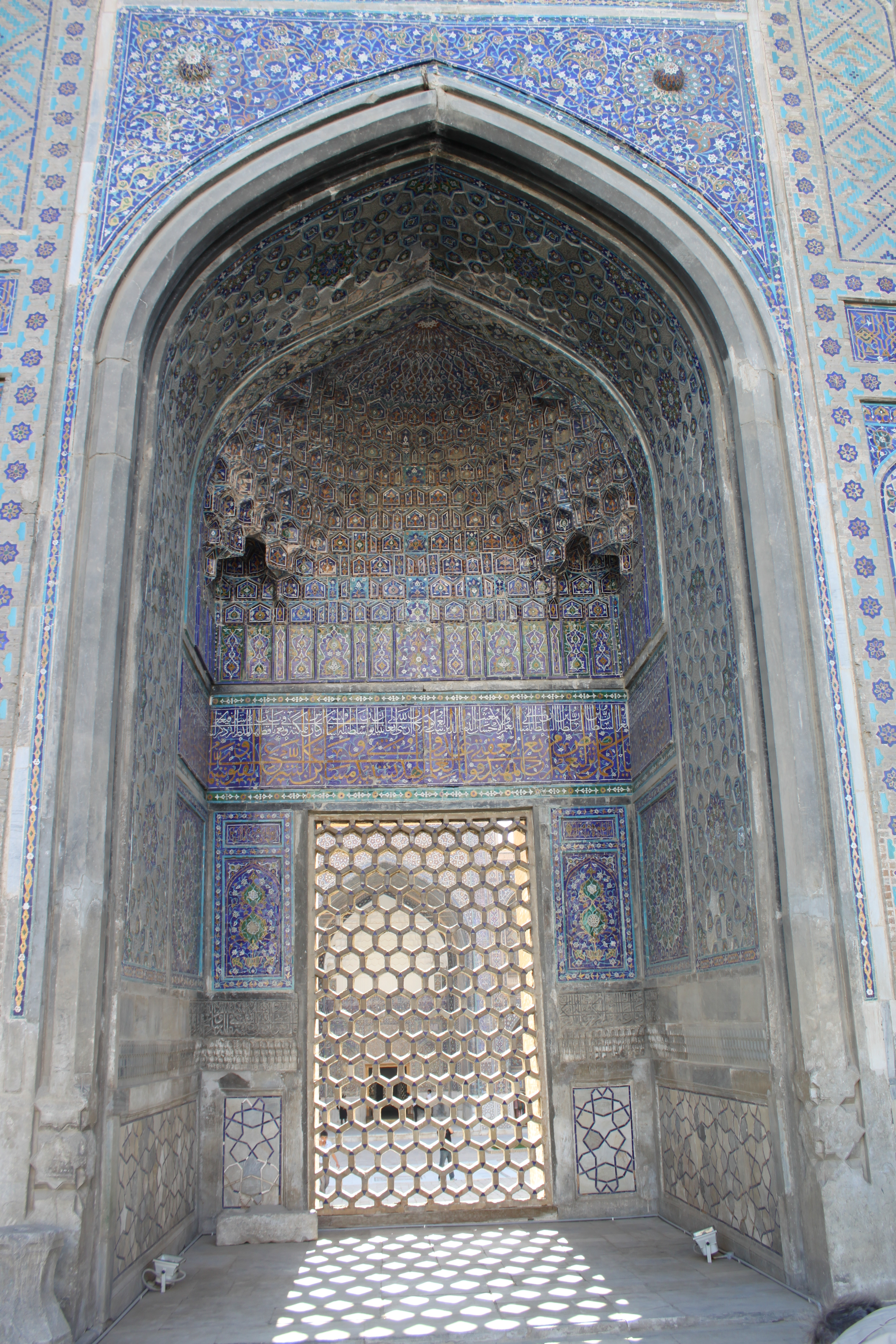
Porche central bajo el  pishtak de la madraza.
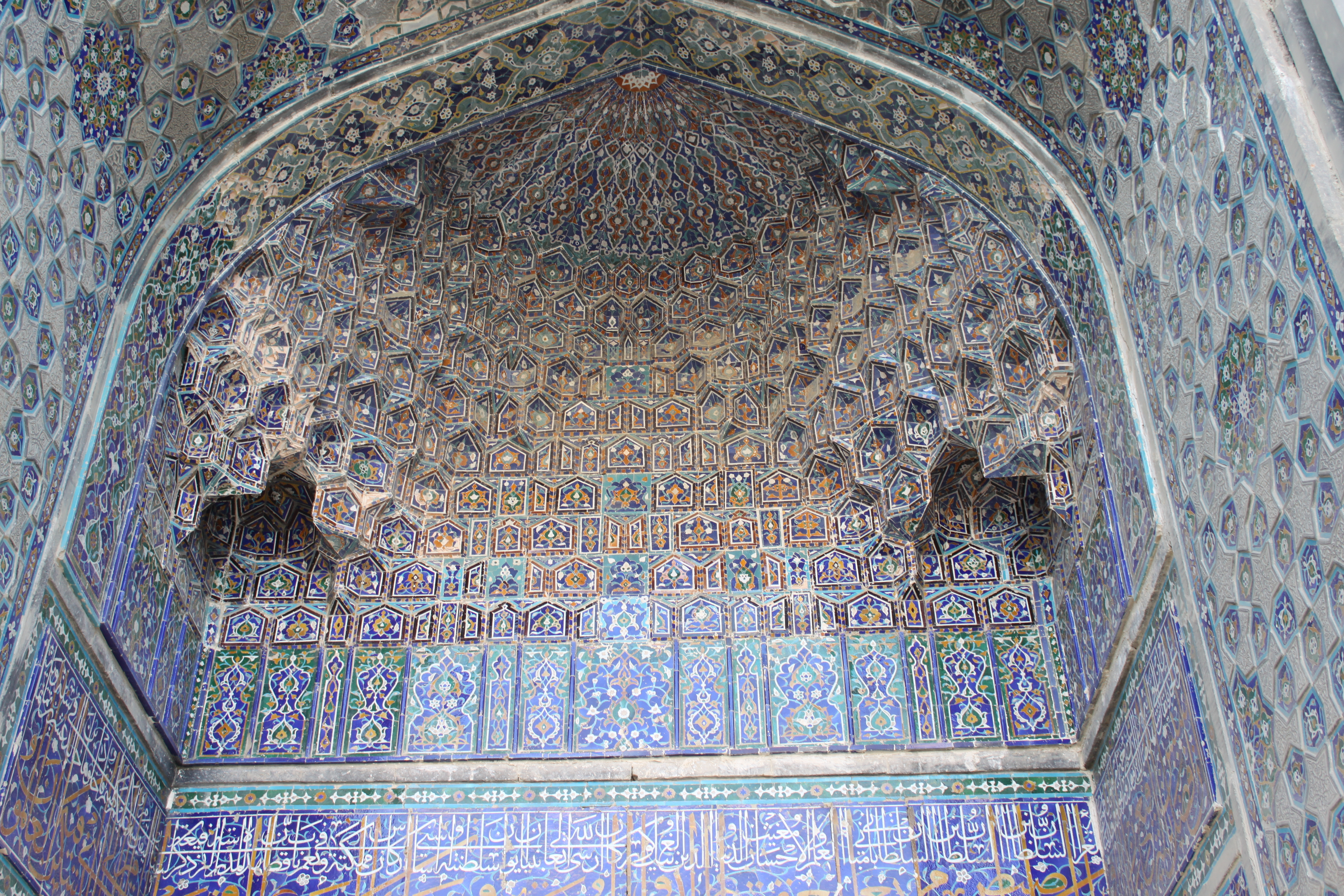
Detalle del porche central bajo el pishtak de la madraza.
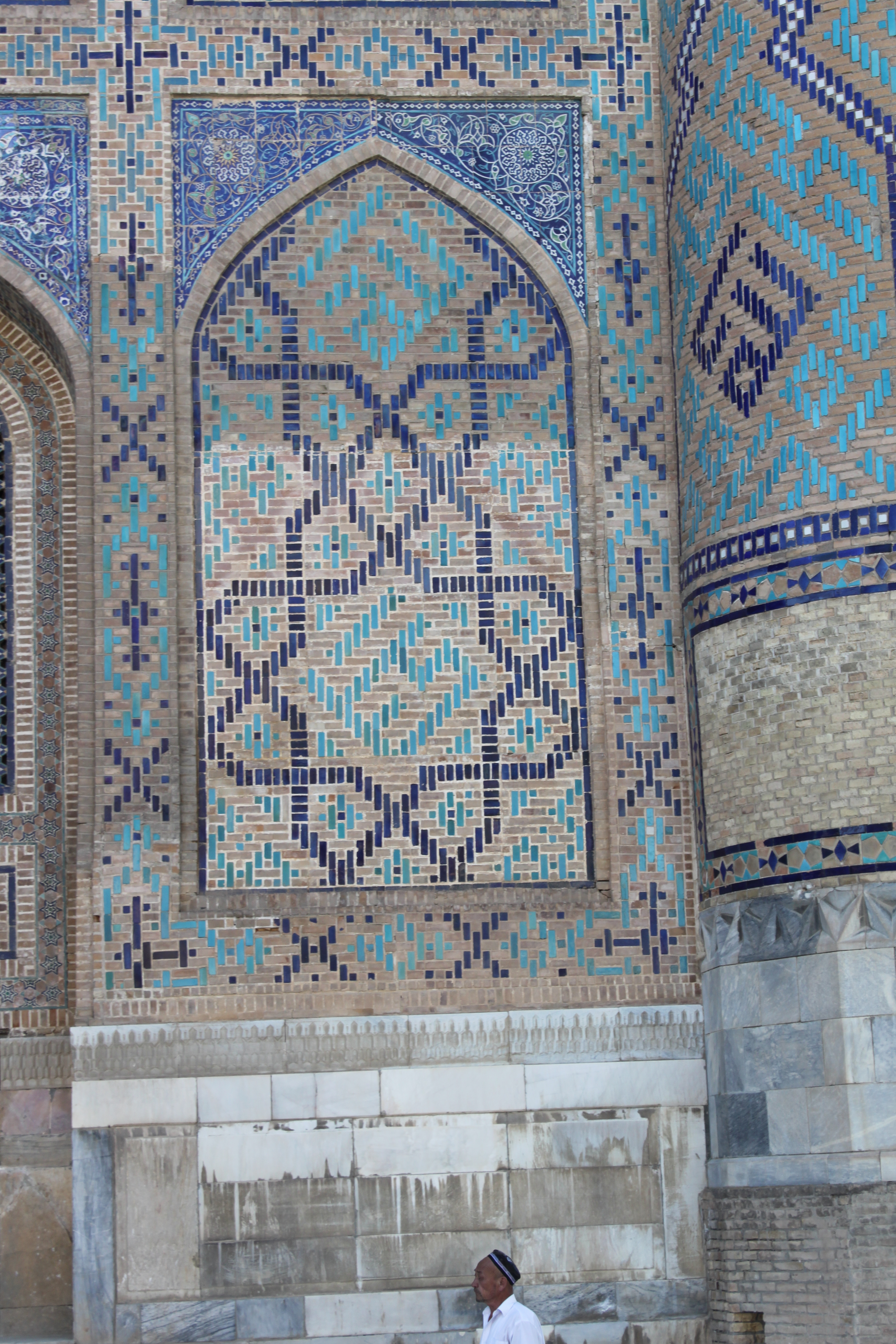
Detalle de la fachada y de la torre de ángulo derecho de la madraza.

Interior de la madraza Ulugh Beg
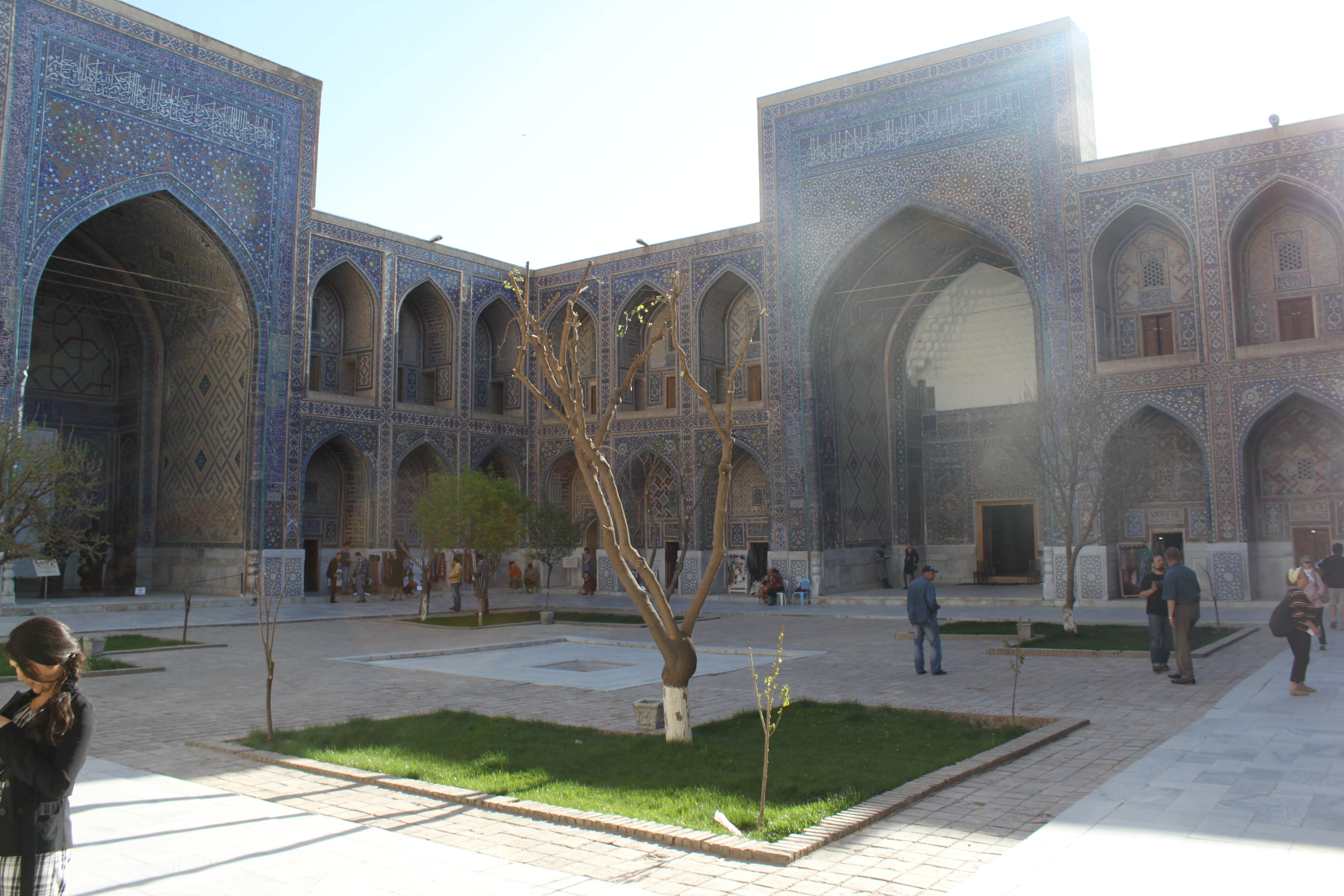
Patio interior.
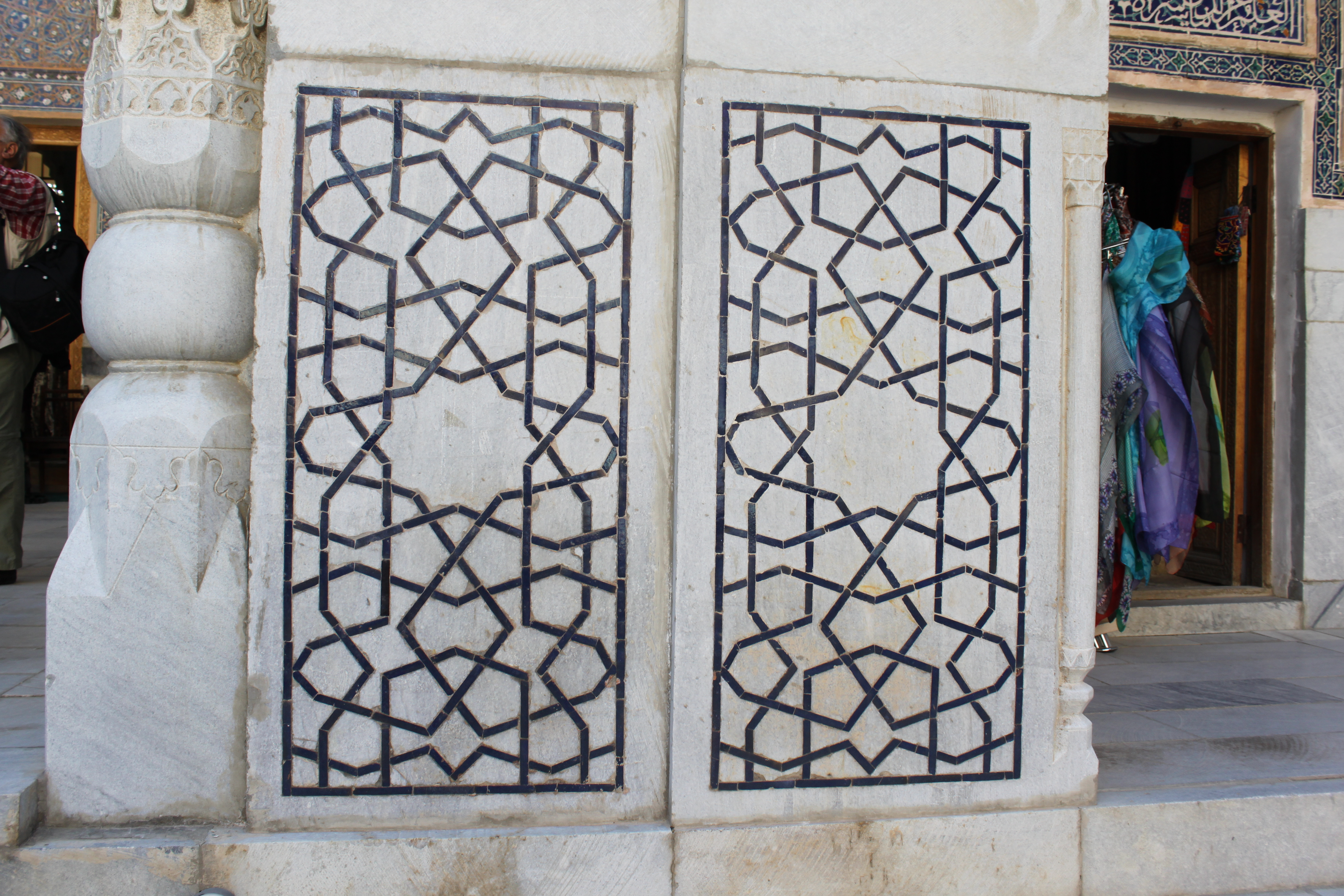
Detallle del patio interior.
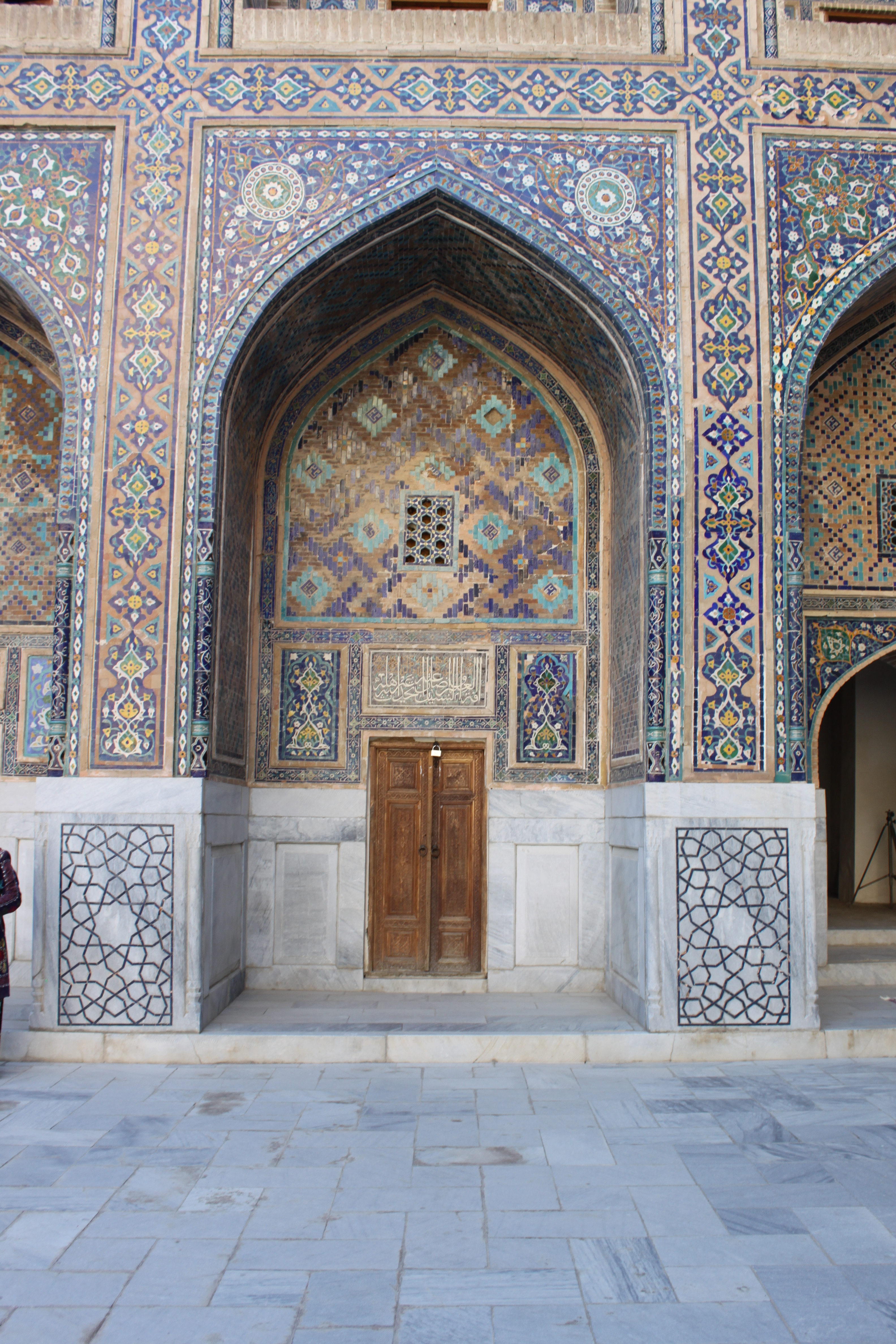
Una celda de la madraza.
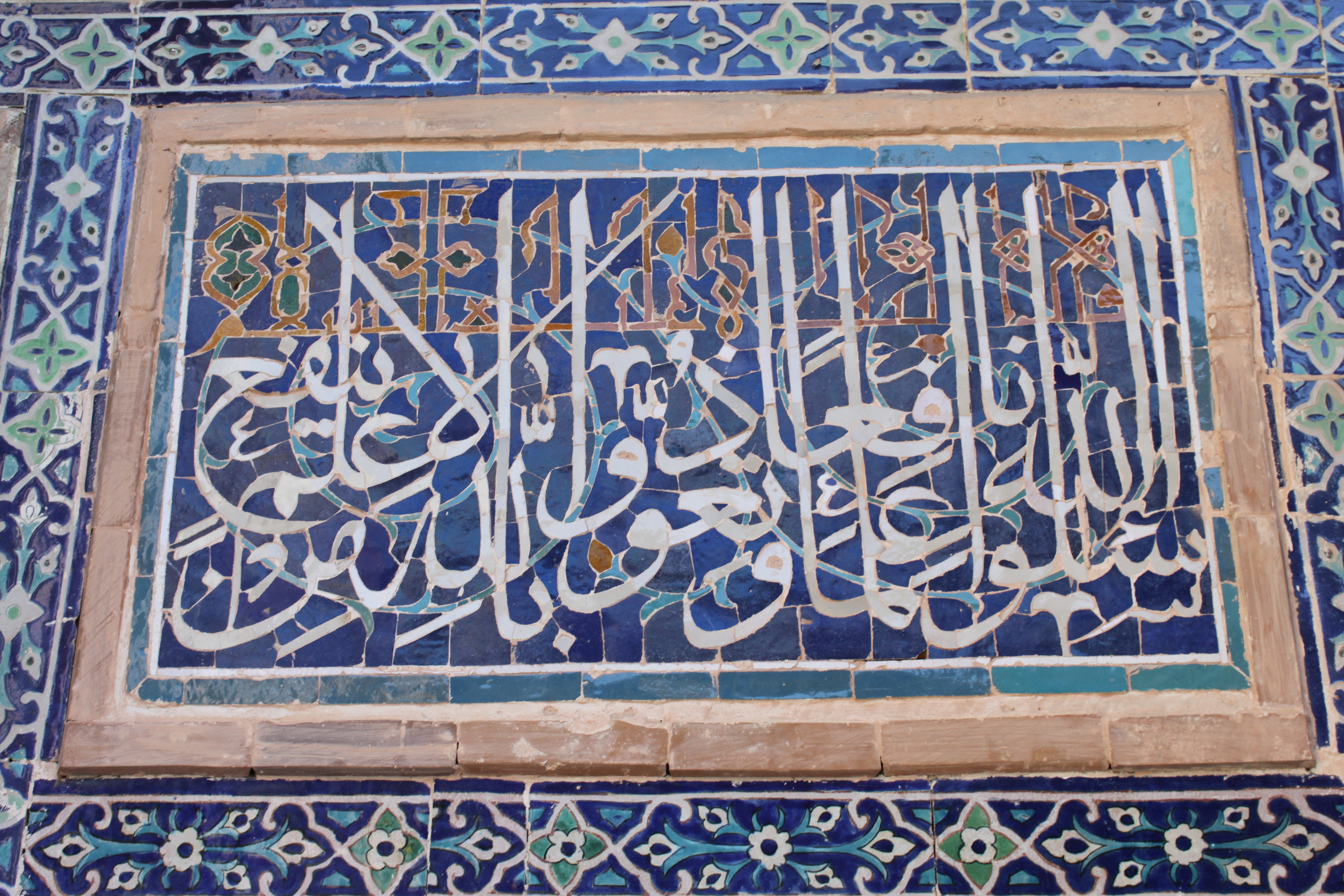
Inscripción debajo de la puerta de una celda de la madraza de Ulugh Beg.
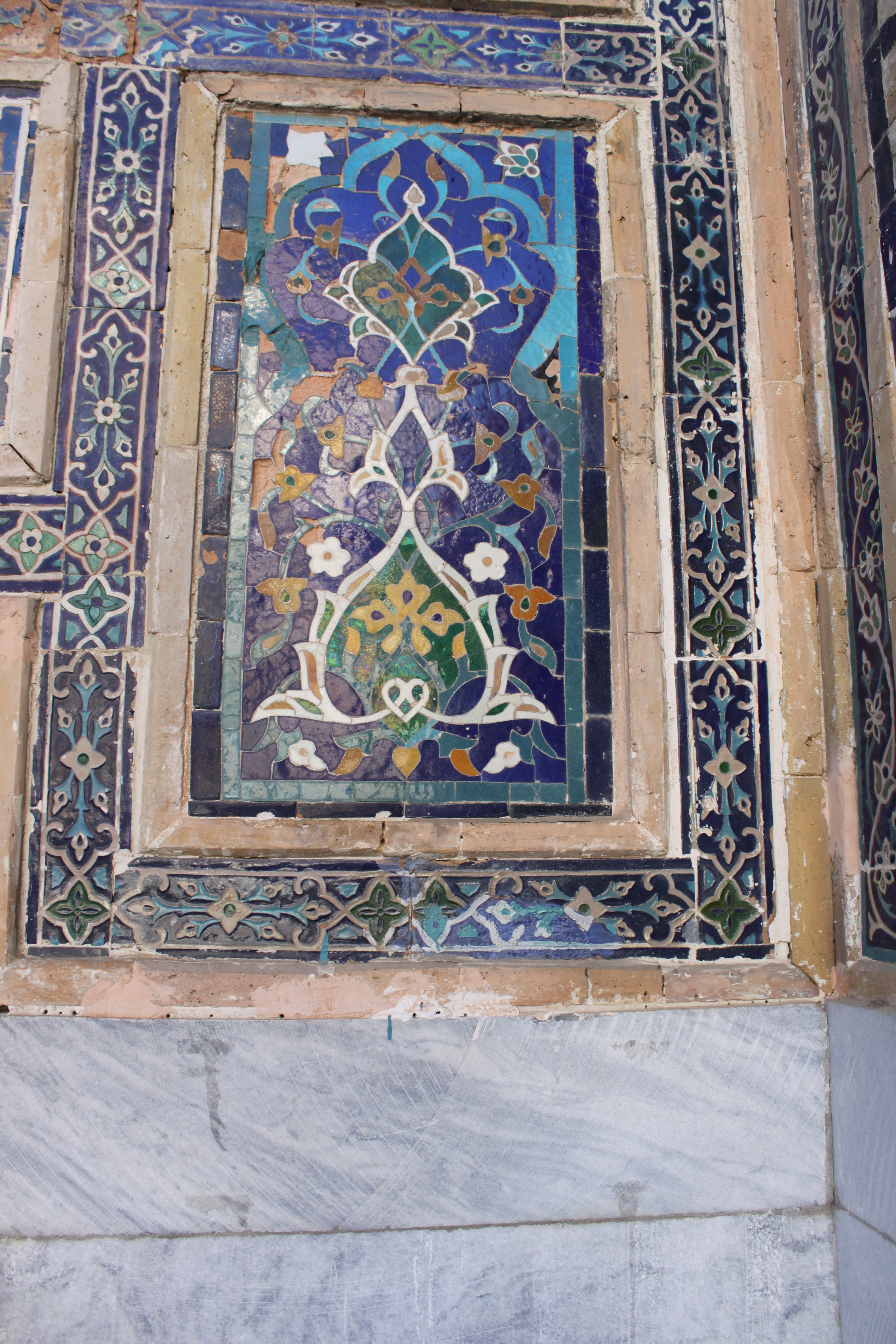
Detallle de la fachada de une celda de la madraza.
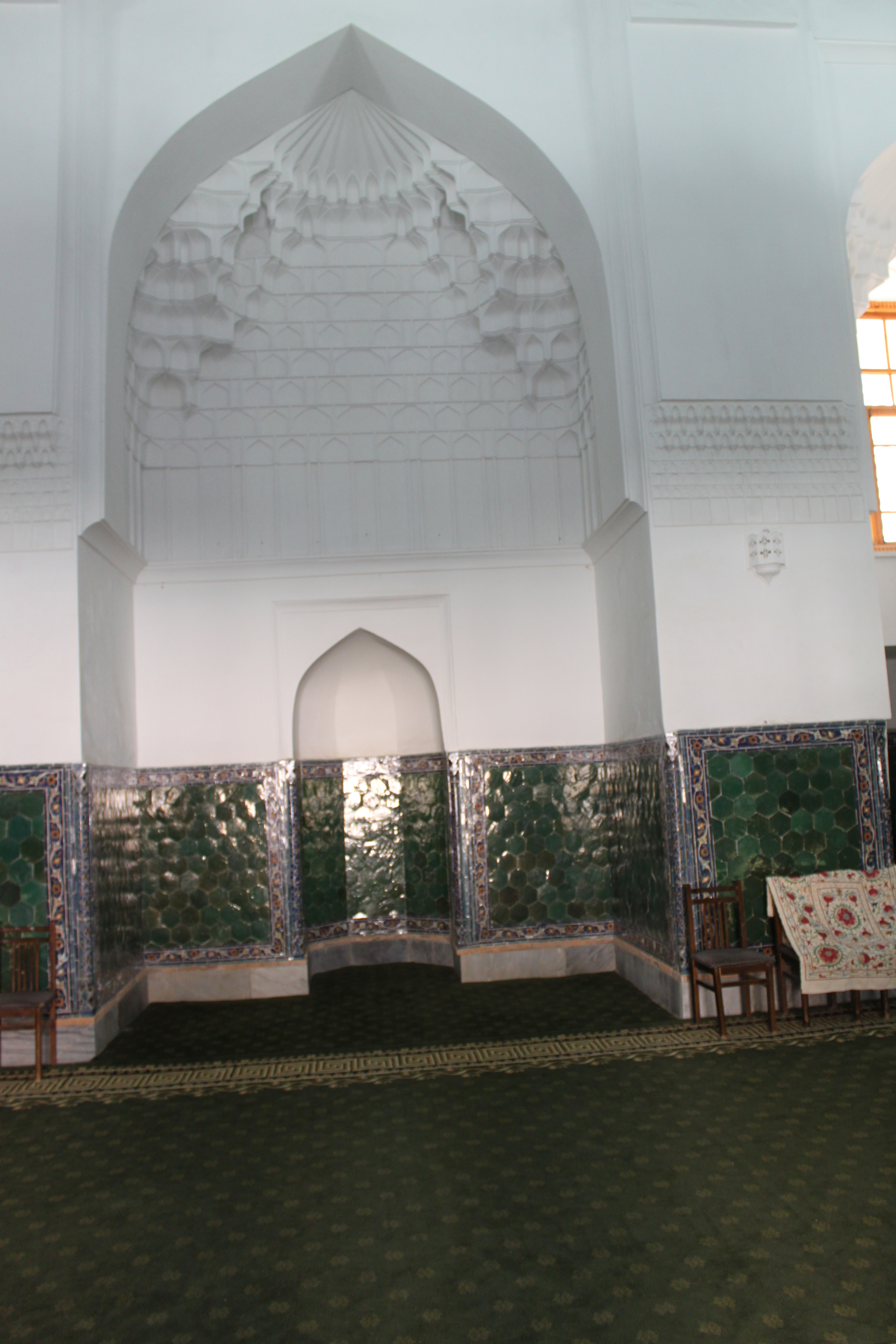
Mihrab de la mezquita de la madraza.

- Madraza Sher-Dor (1619-1636) (en persa: شیردار‎), ordenada construir por el gobernante de Samarcanda, Yalangtush Bakhodur. Los mosaicos de tigres con un sol naciente en la espalda son especialmente interesantes por su representación de seres vivos y el uso de motivos persas. El nombre de la madrasa quiere decir que porta leones. Ocupa el lugar de una khanaqah construida anteriormente por Ulugh Beg. Está flanqueada por minaretes en las esquinas que siguen el mismo patrón que la Madraza de Ulugh Beg. Las esbeltas cúpulas situadas a ambos lados del iwan sugieren que lo mismo ocurría en el edificio de enfrente en aquella época. Todo el edificio se basa en la disposición general del edificio de enfrente, pero no incluye la mezquita ni las piezas de la parte trasera. El iwan, decorado con coloridos mosaicos, es un ejemplo inusual de arte figurativo en el Islam, con cervatillos persiguiendo a ciervos, discos solares con rostros humanos.

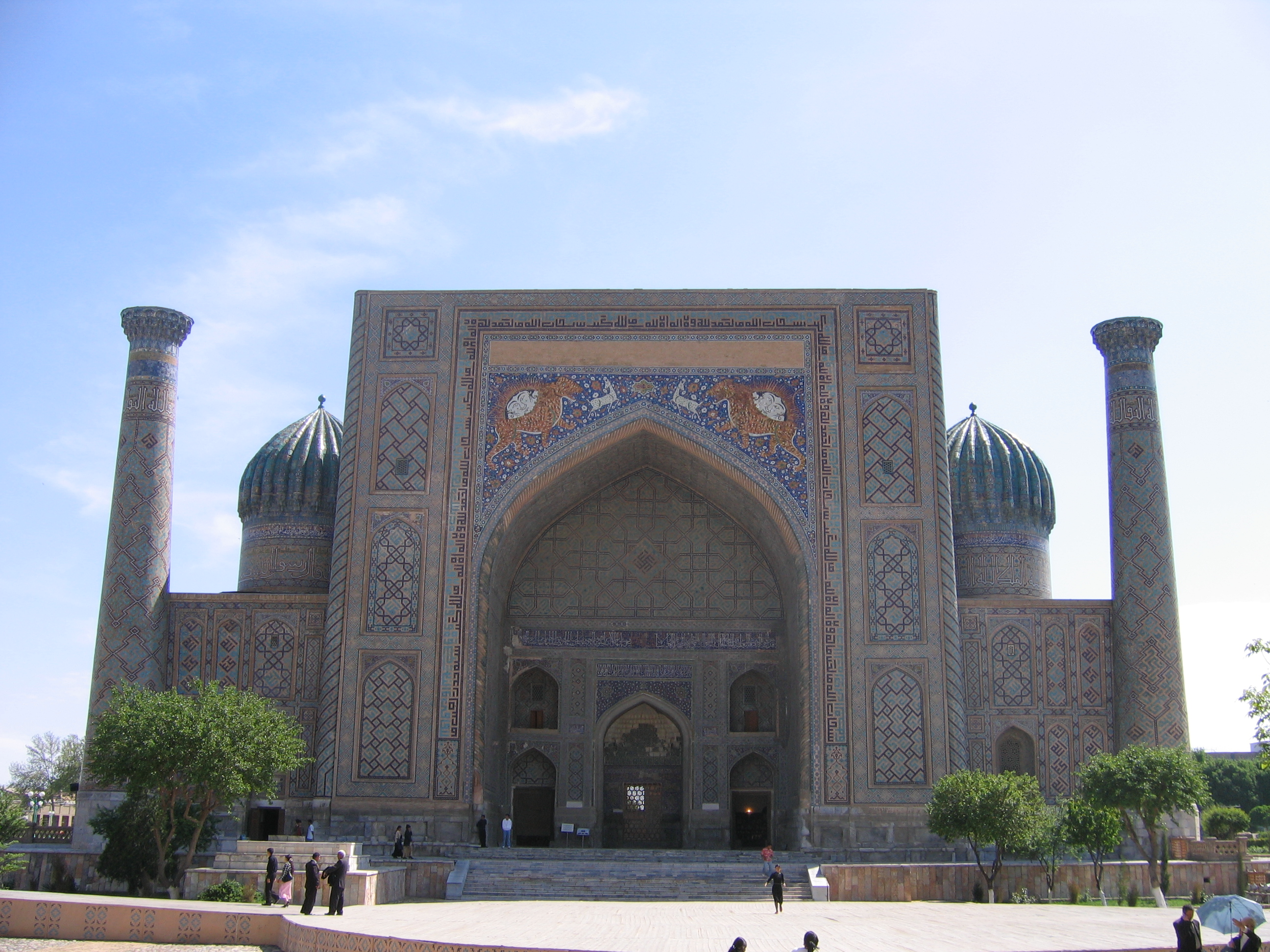
Madraza Sher-Dor
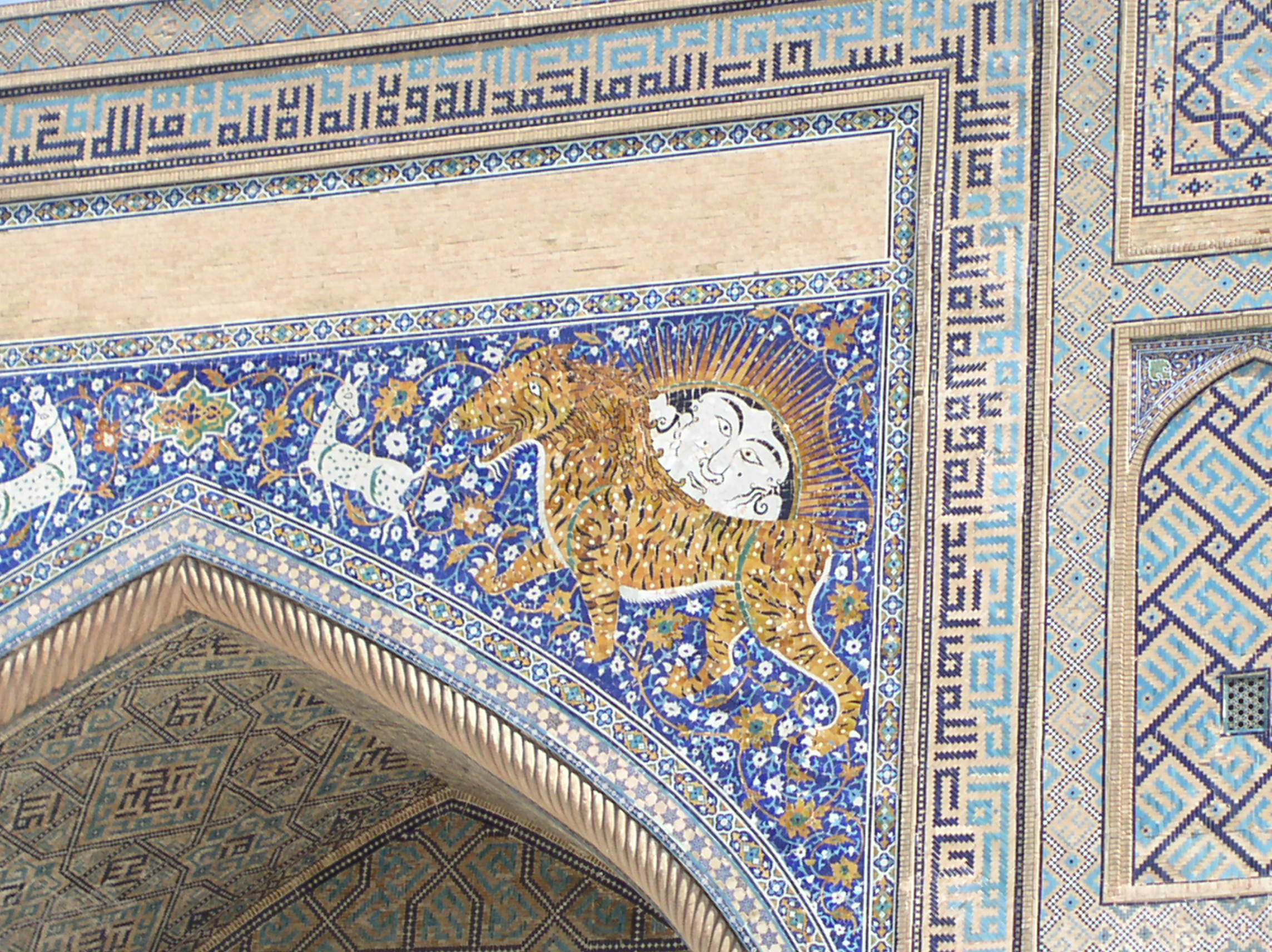
Tigre (o león) en el iwan de la madraza Sher-Dor
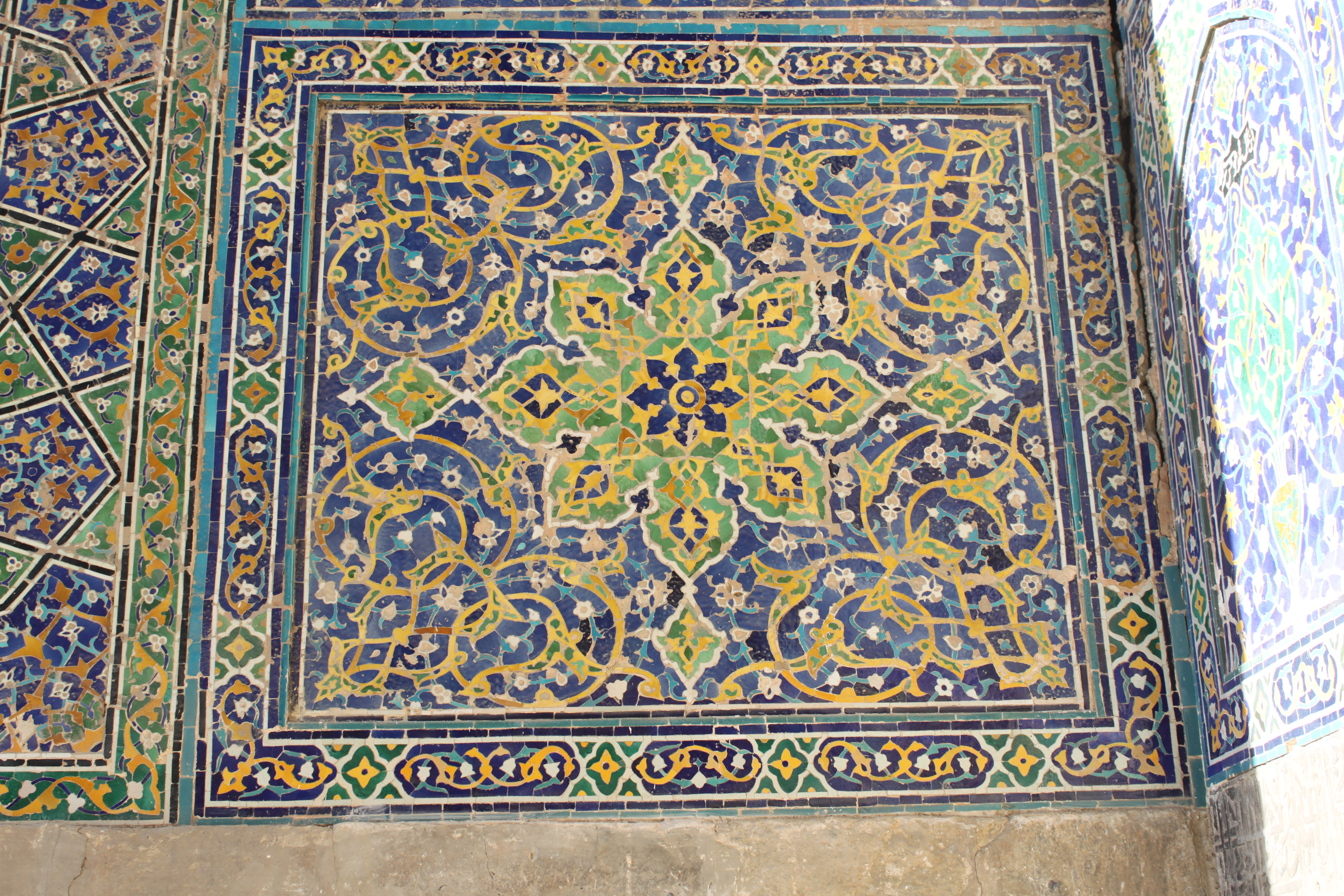
Otro detallle del pishtak de la madraza.
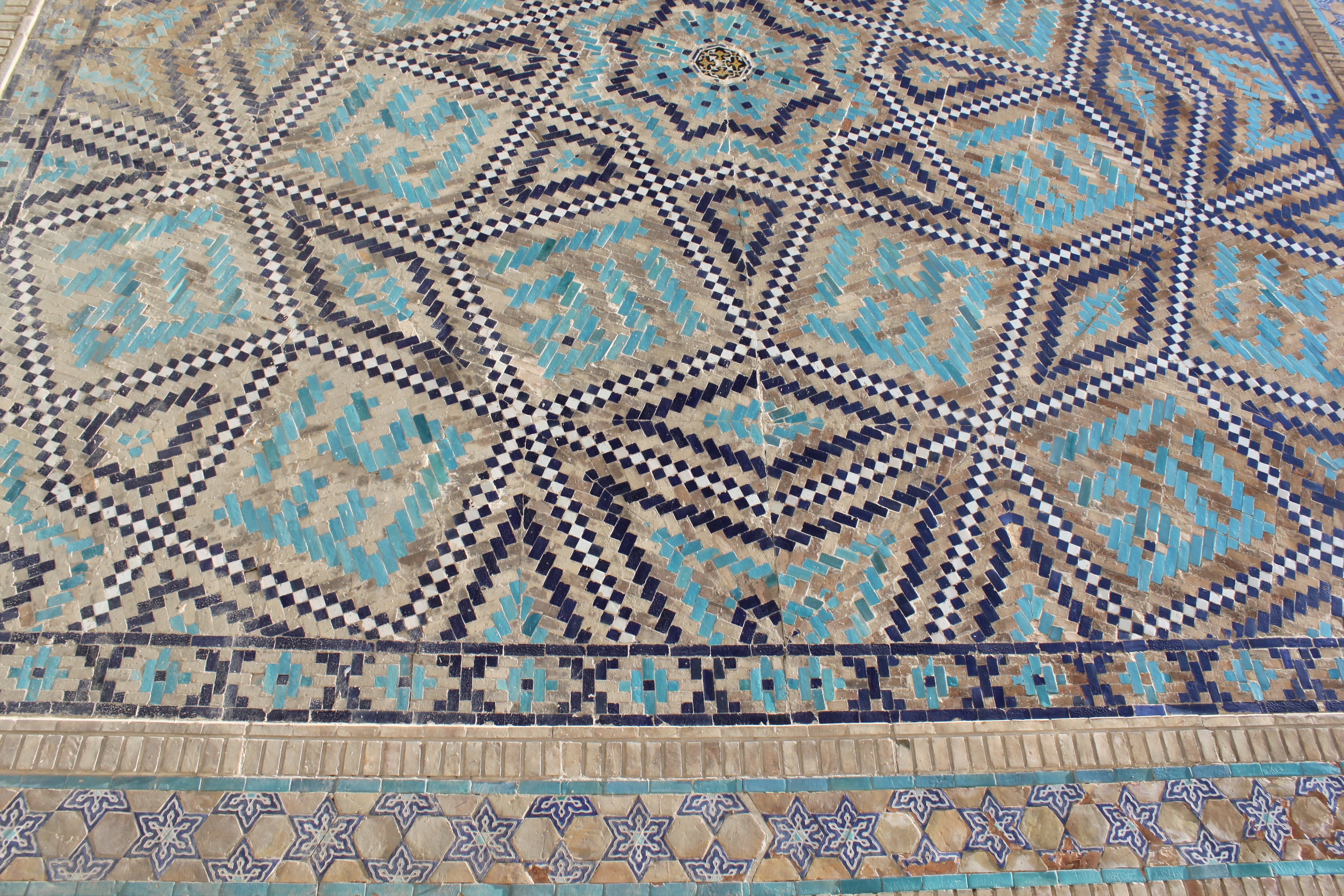
Detalle de una pared lateral del pishtak de la madraza.
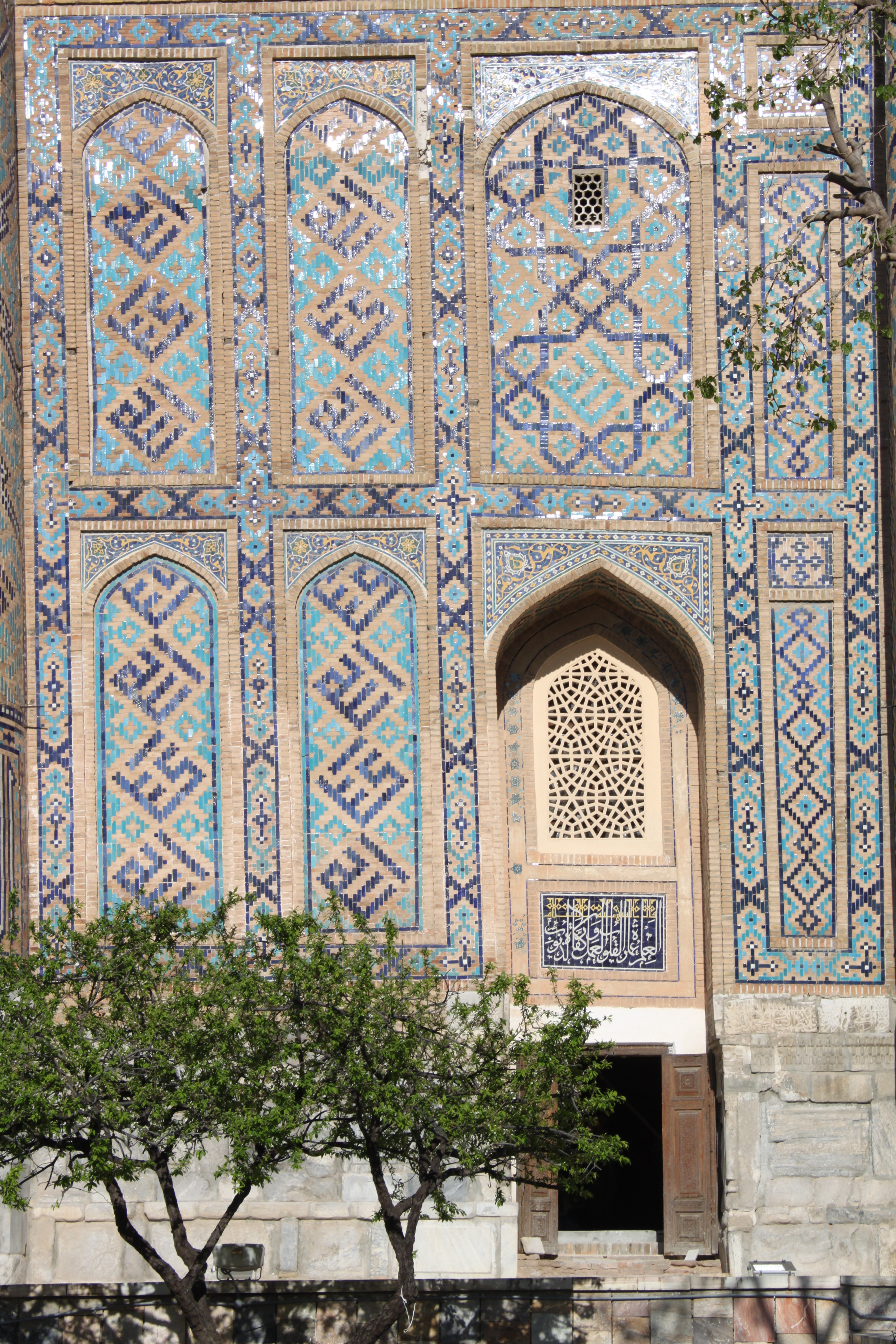
Detalle de la fachada de la madraza (inscripciones de estilo "bannaî").
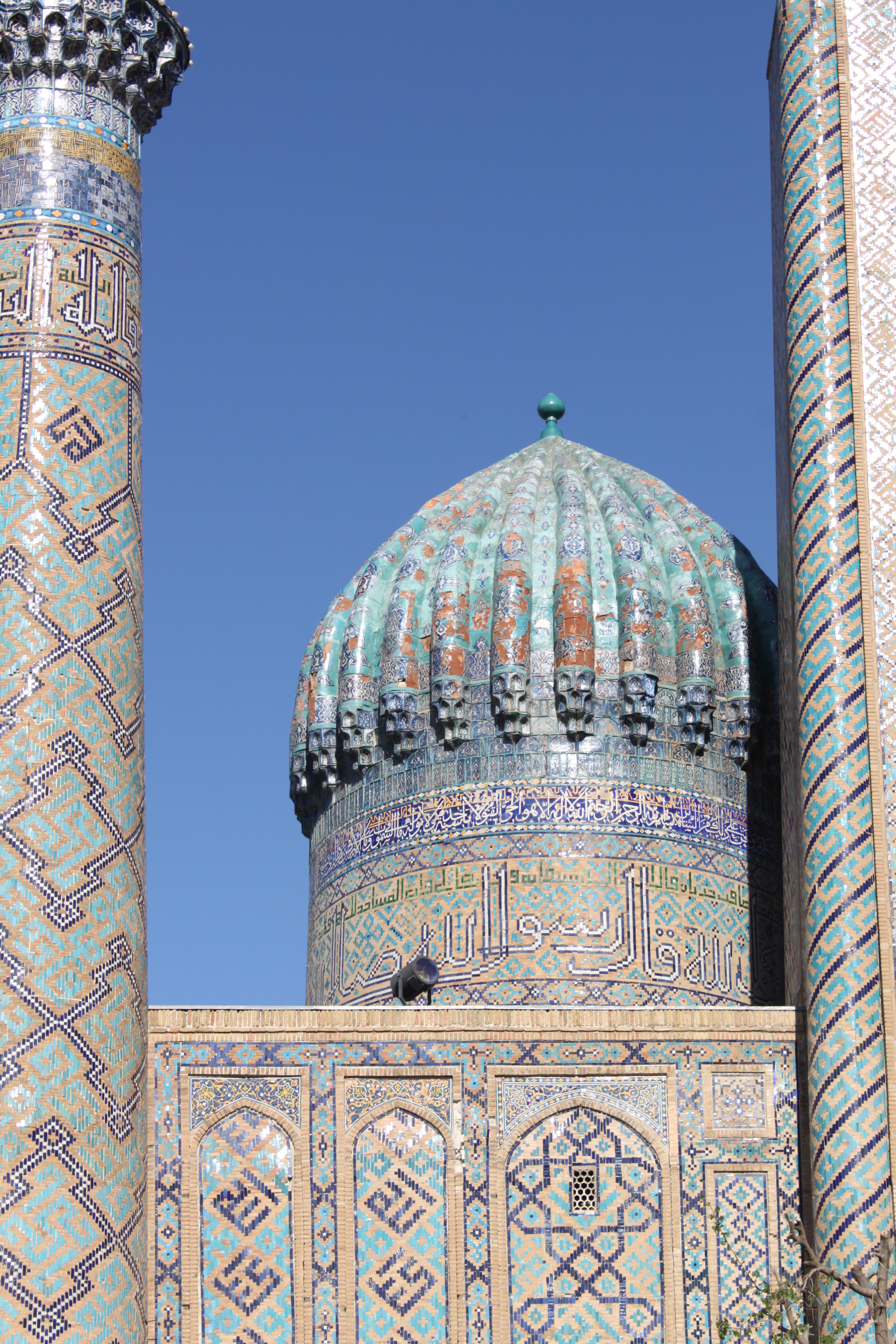
Una de las cúpulas de la madraza.

Interior de la madraza Sher-Dor
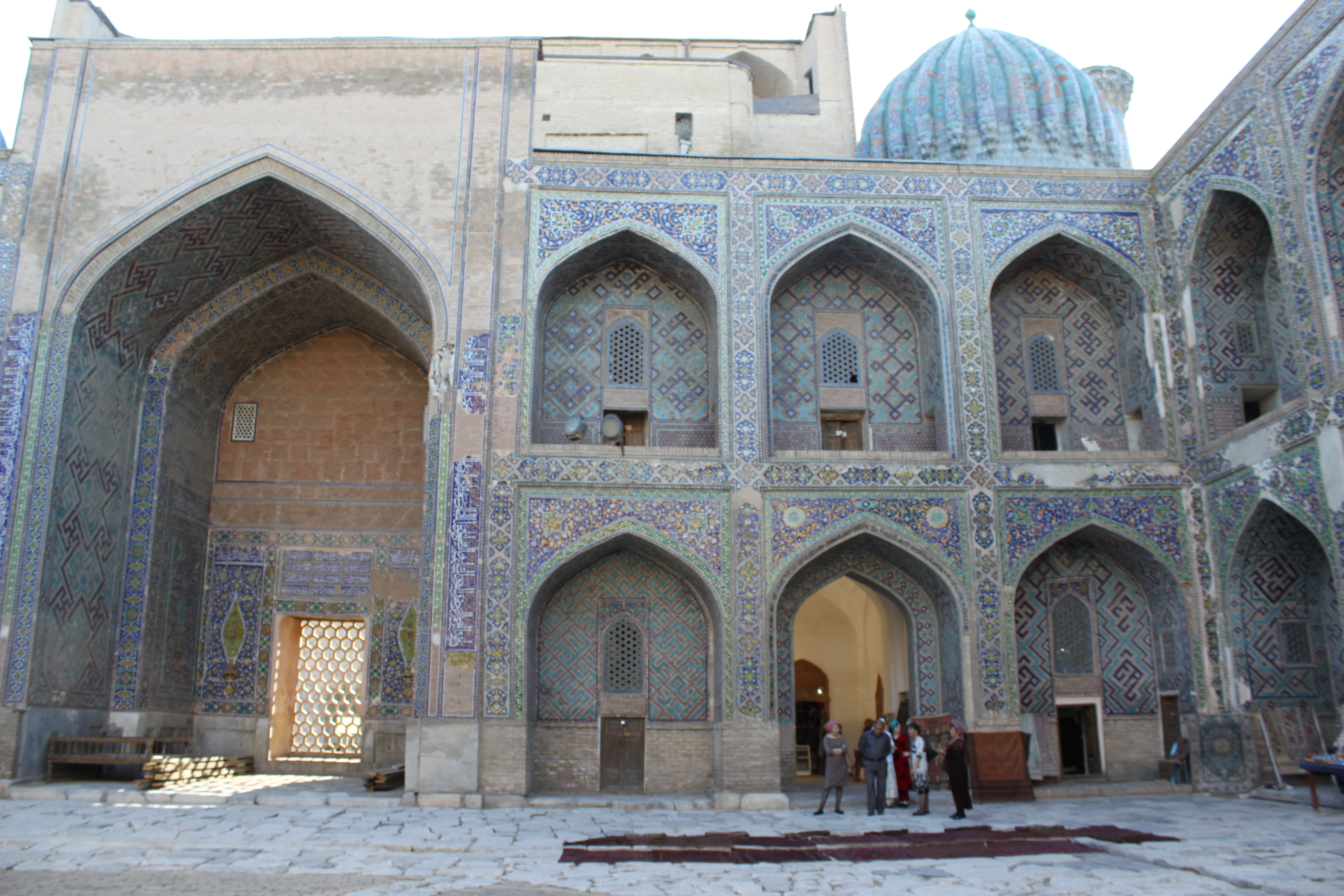
Patio interior de la madraza.
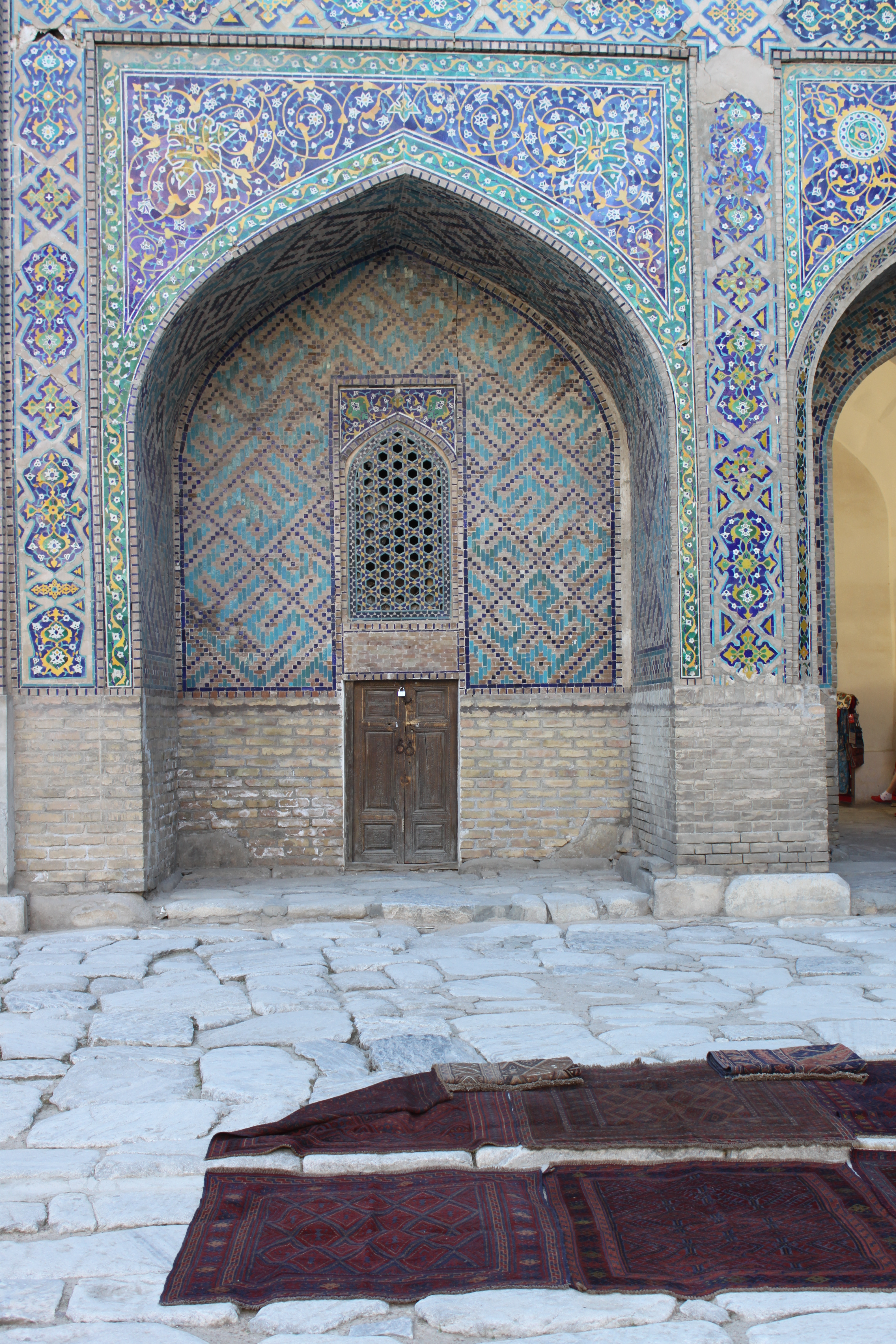
Una celda dela madraza.
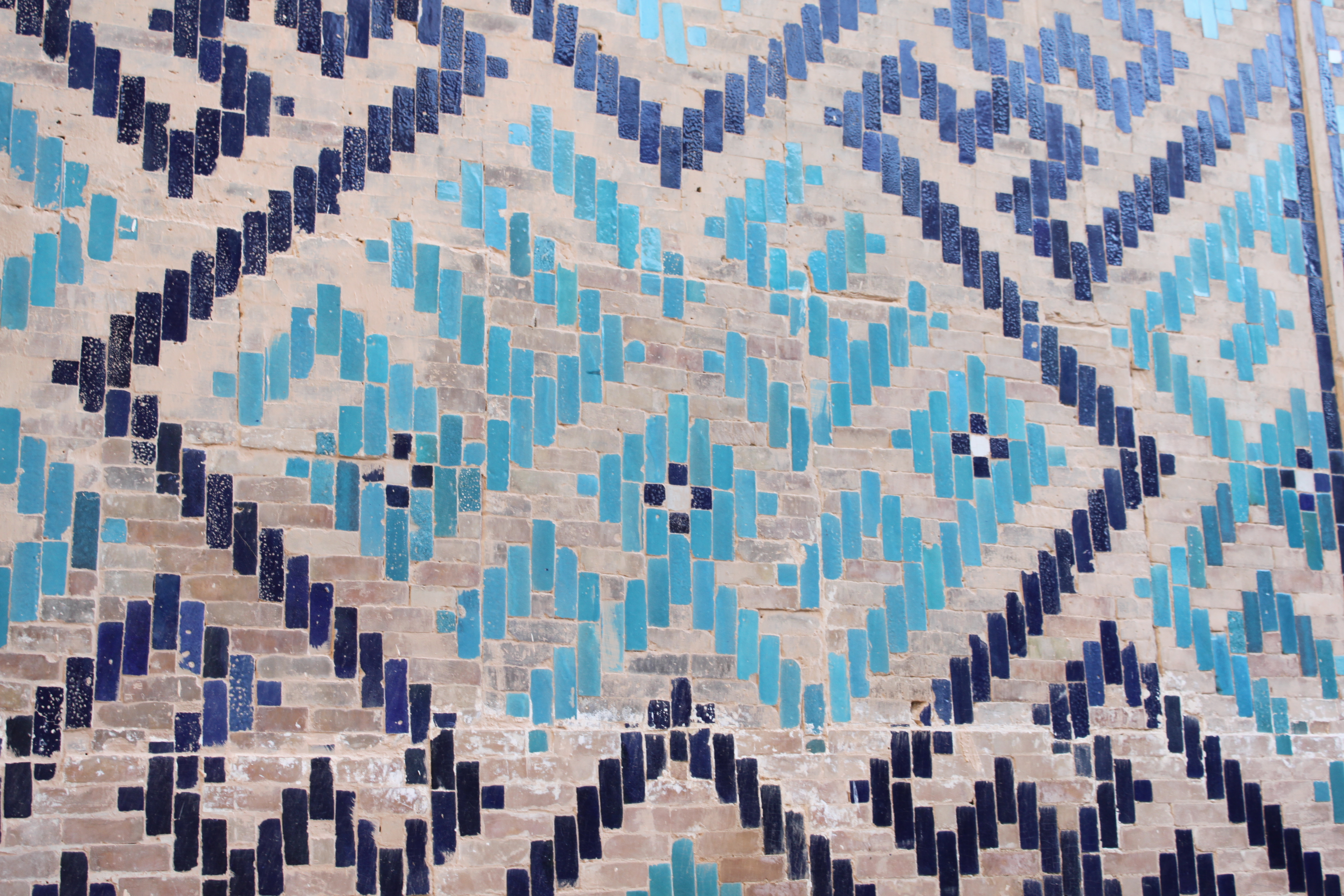
Detalle del porche de una celda de la madraza.
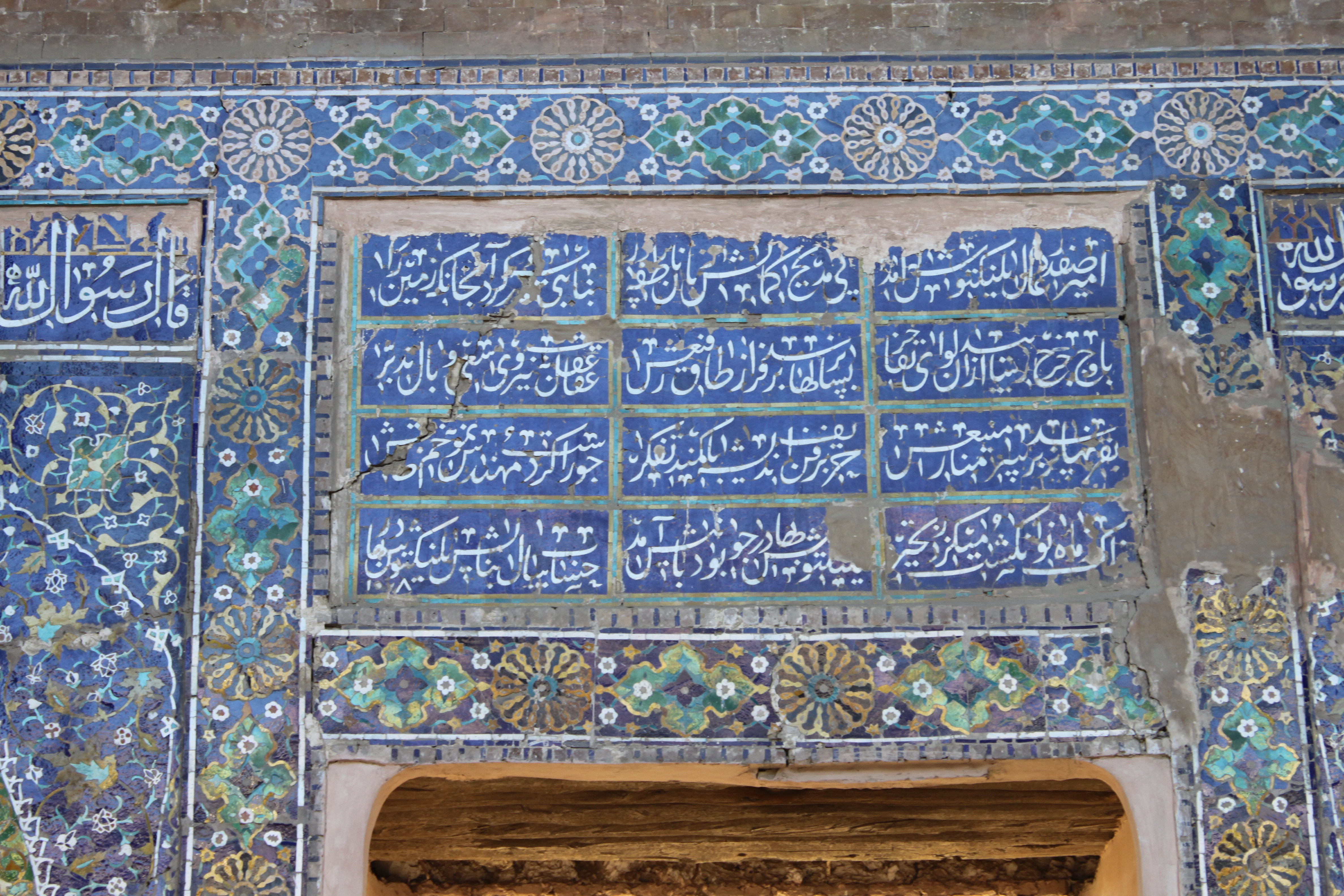
Inscripción bajo un iwan de la madraza.
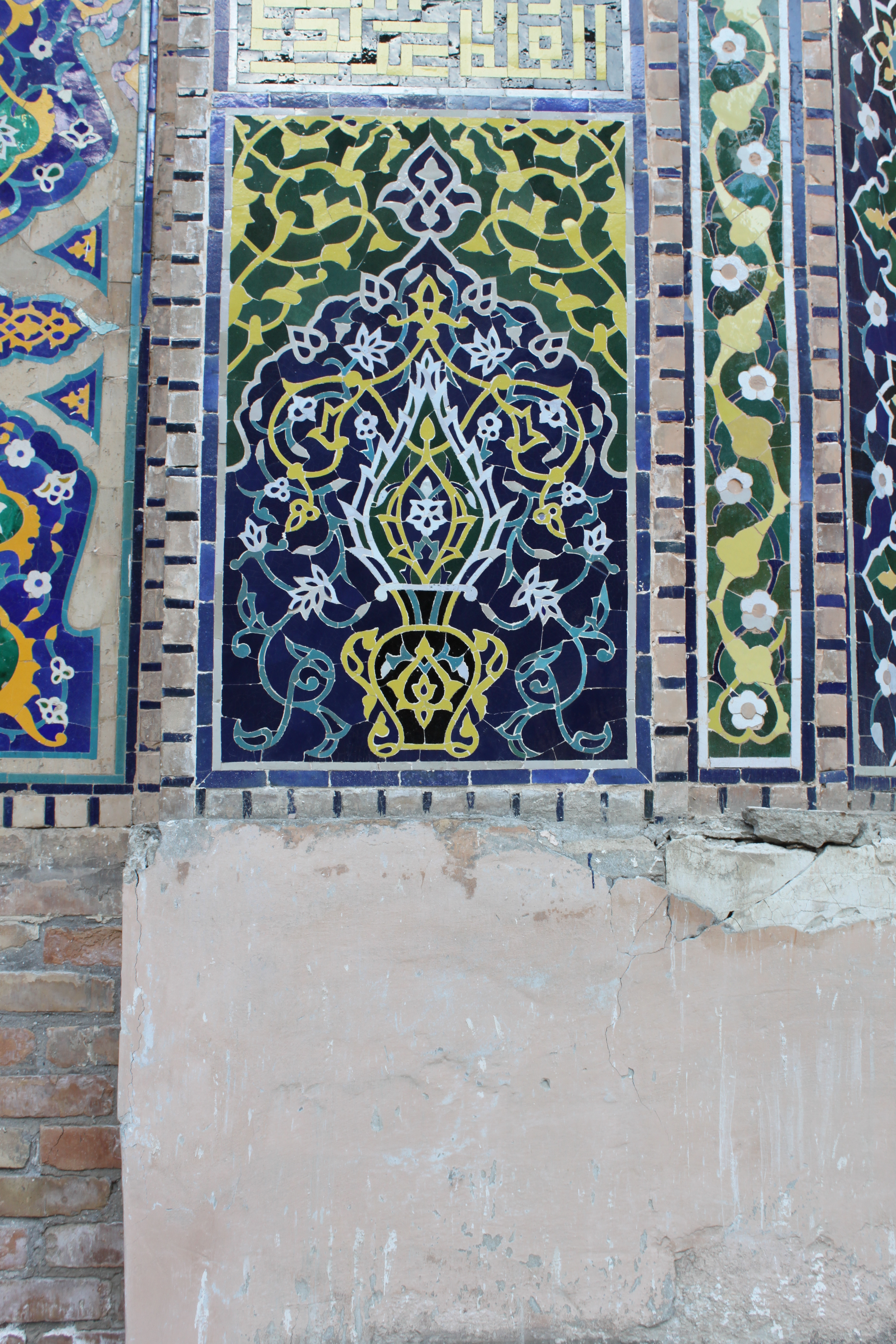
Detalle en el borde de un iwan de la madraza.
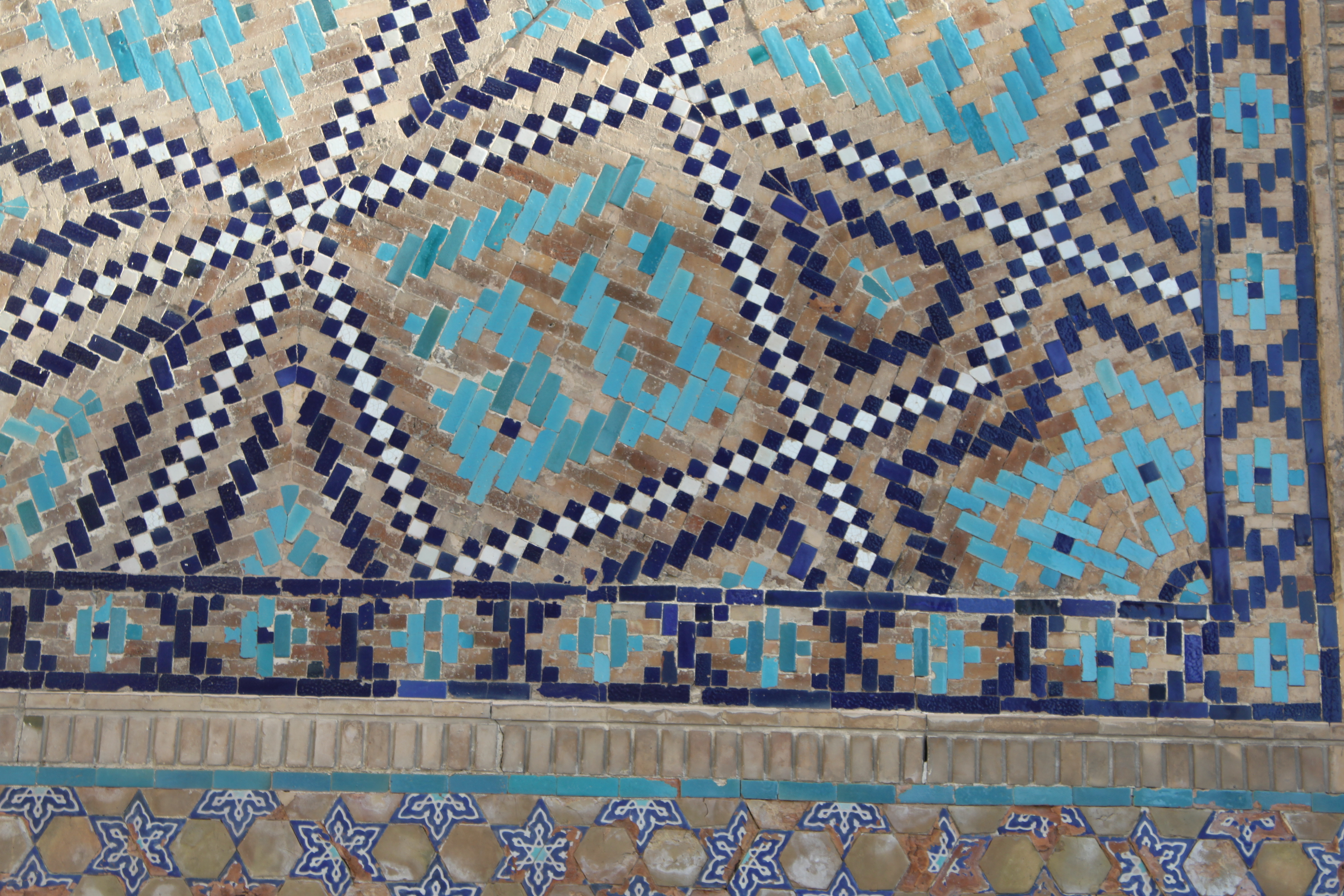
Inscripción bajo un iwan de la madraza.

- Madraza de Tilya-Kori (1646-1660) (en persa: طلاکاری‎, lit. 'Dorado'), construida diez años más tarde también por orden de Yalangtush Bakhodur. No solo era una universidad residencial para estudiantes, sino que también desempeñaba el papel de gran masjid (mezquita). Tiene una fachada principal de dos pisos y un gran patio bordeado por celdas dormitorio, con cuatro galerías a lo largo de los ejes. El edificio de la mezquita (ver imagen) está situado en la sección occidental del patio. El salón principal de la mezquita está abundantemente dorado.

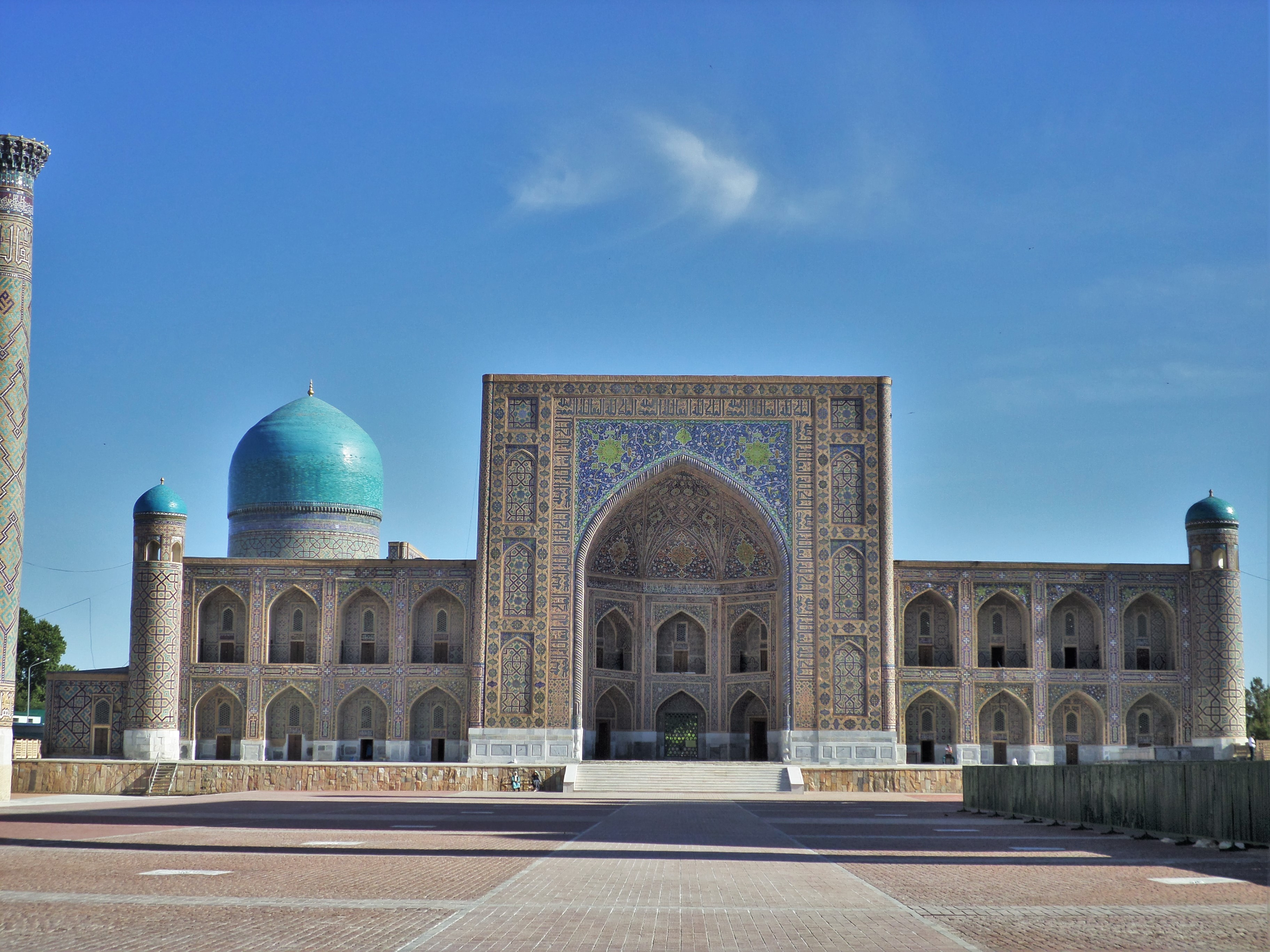
Madraza Tilya Kori
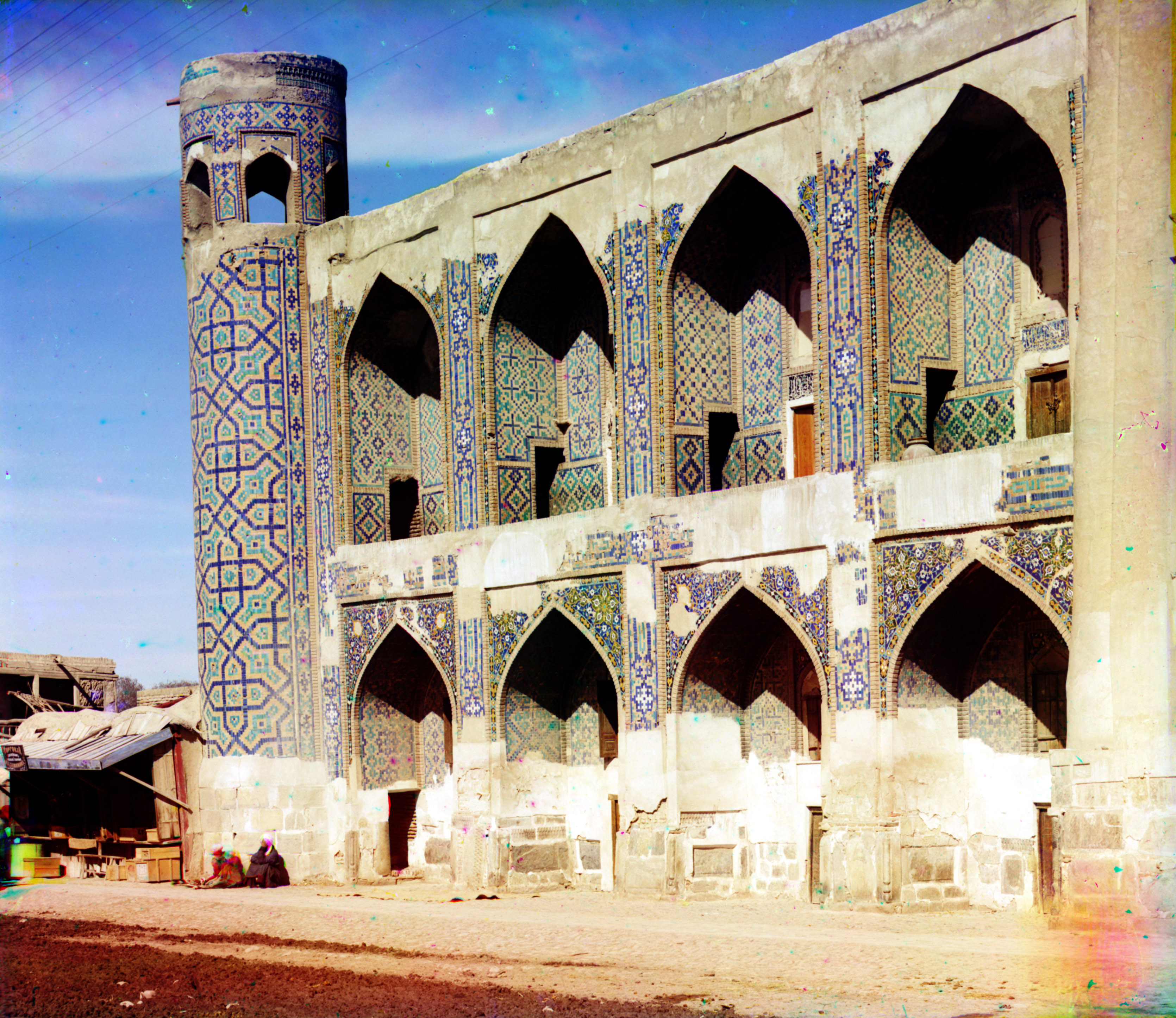
La madraza Tilya Kori en el siglo XIX
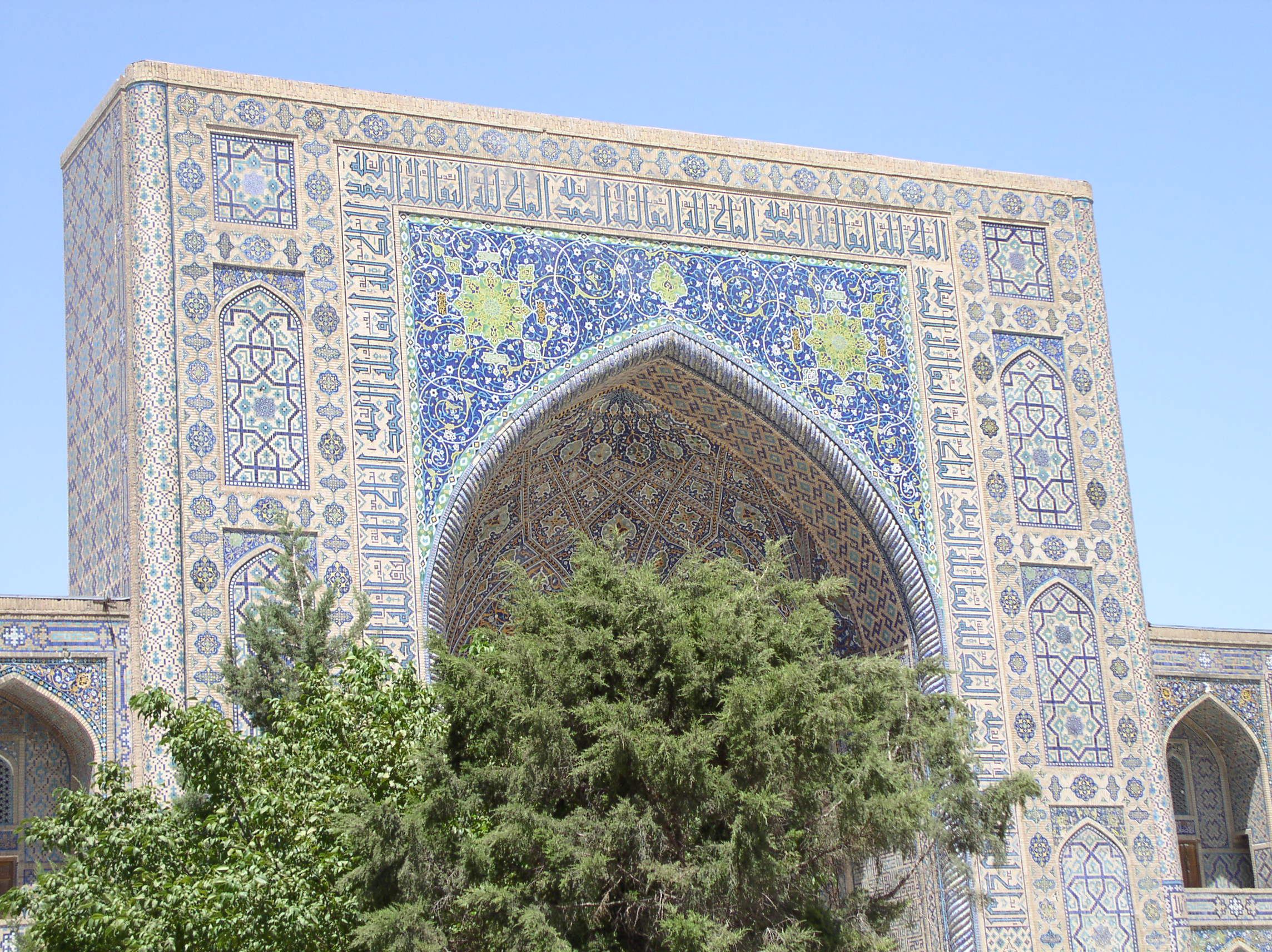
Detalle del pishtak de la madraza.
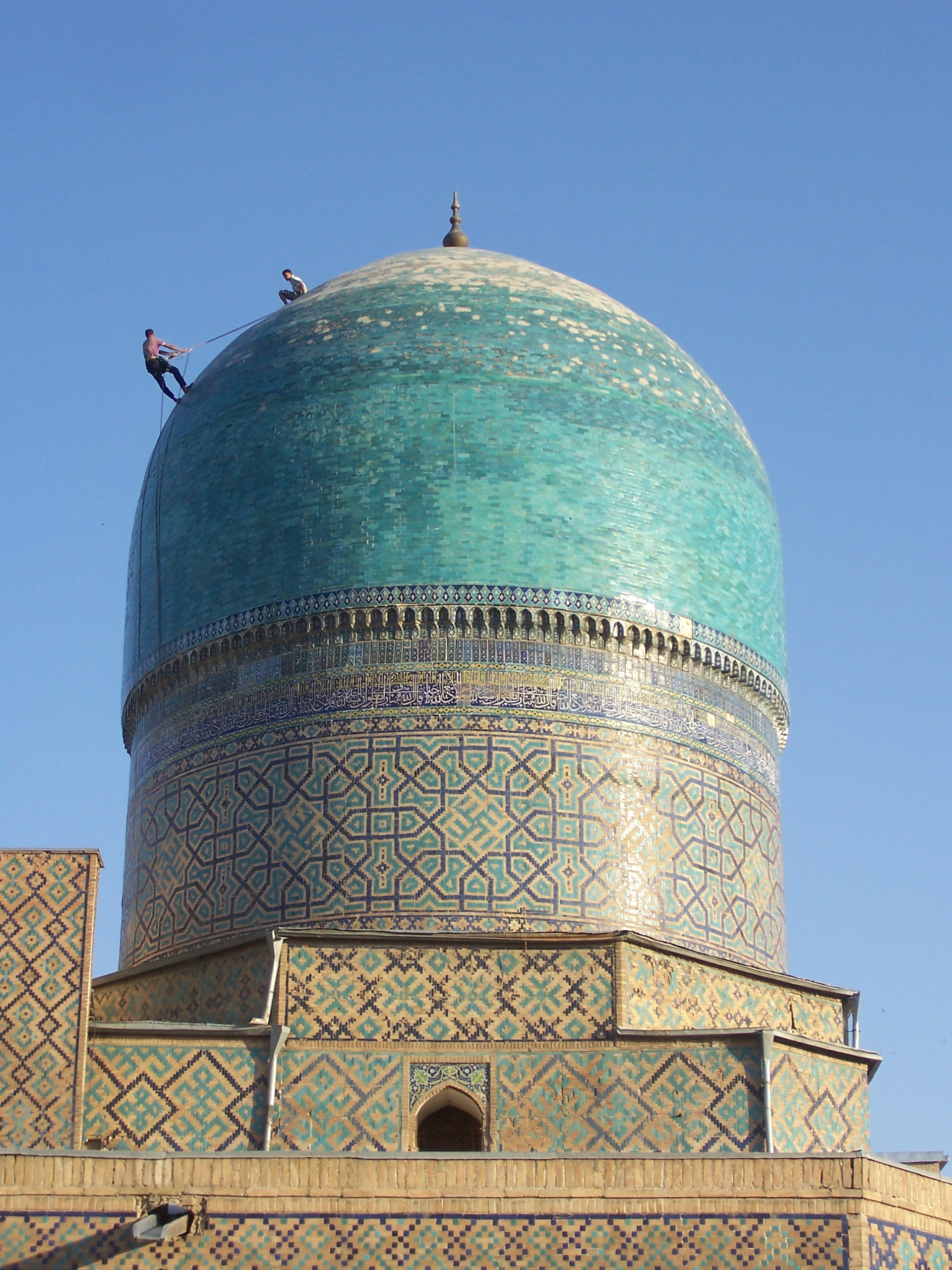
Cúpula de la madraza.
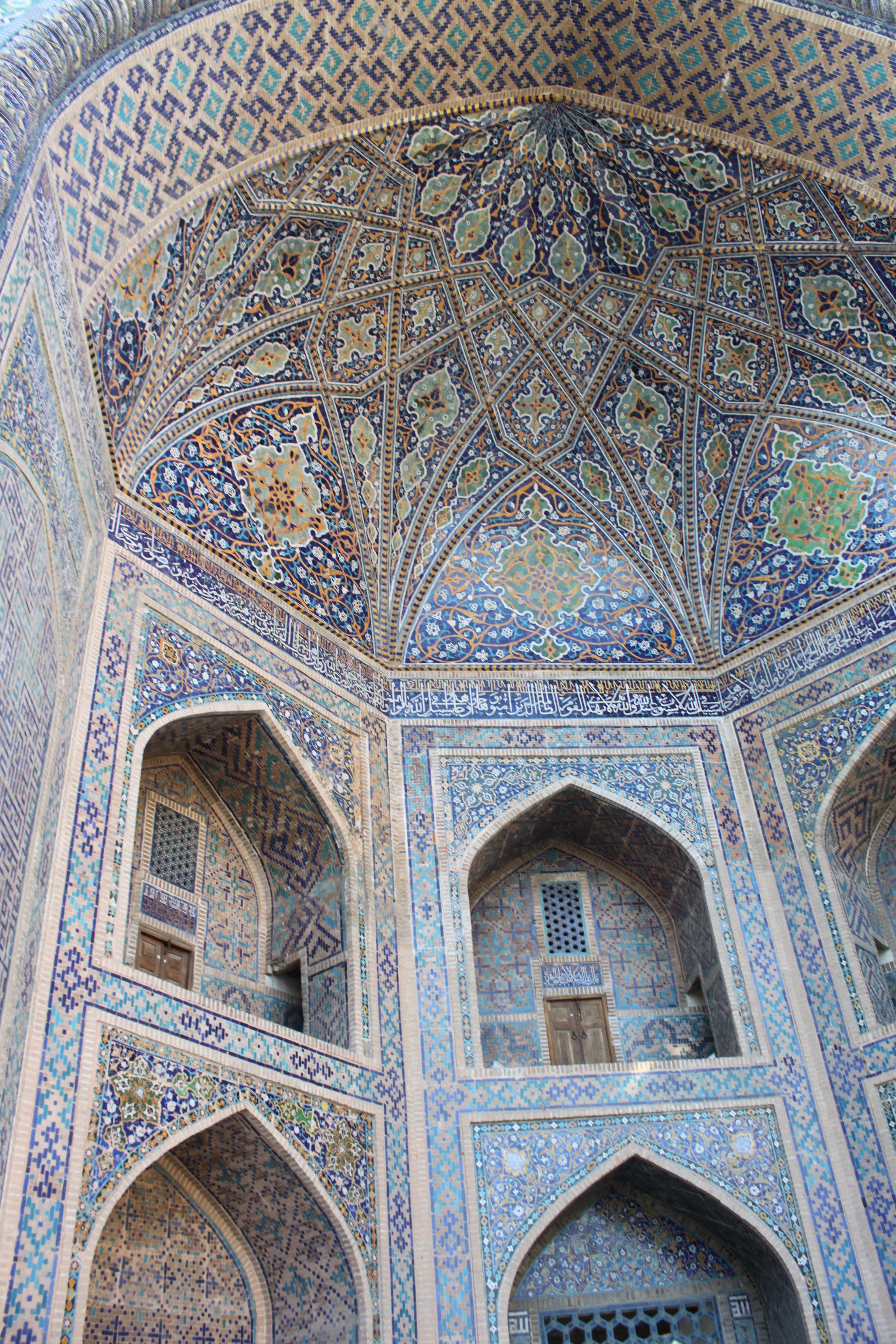
Detalle del pishtak de la madraza.
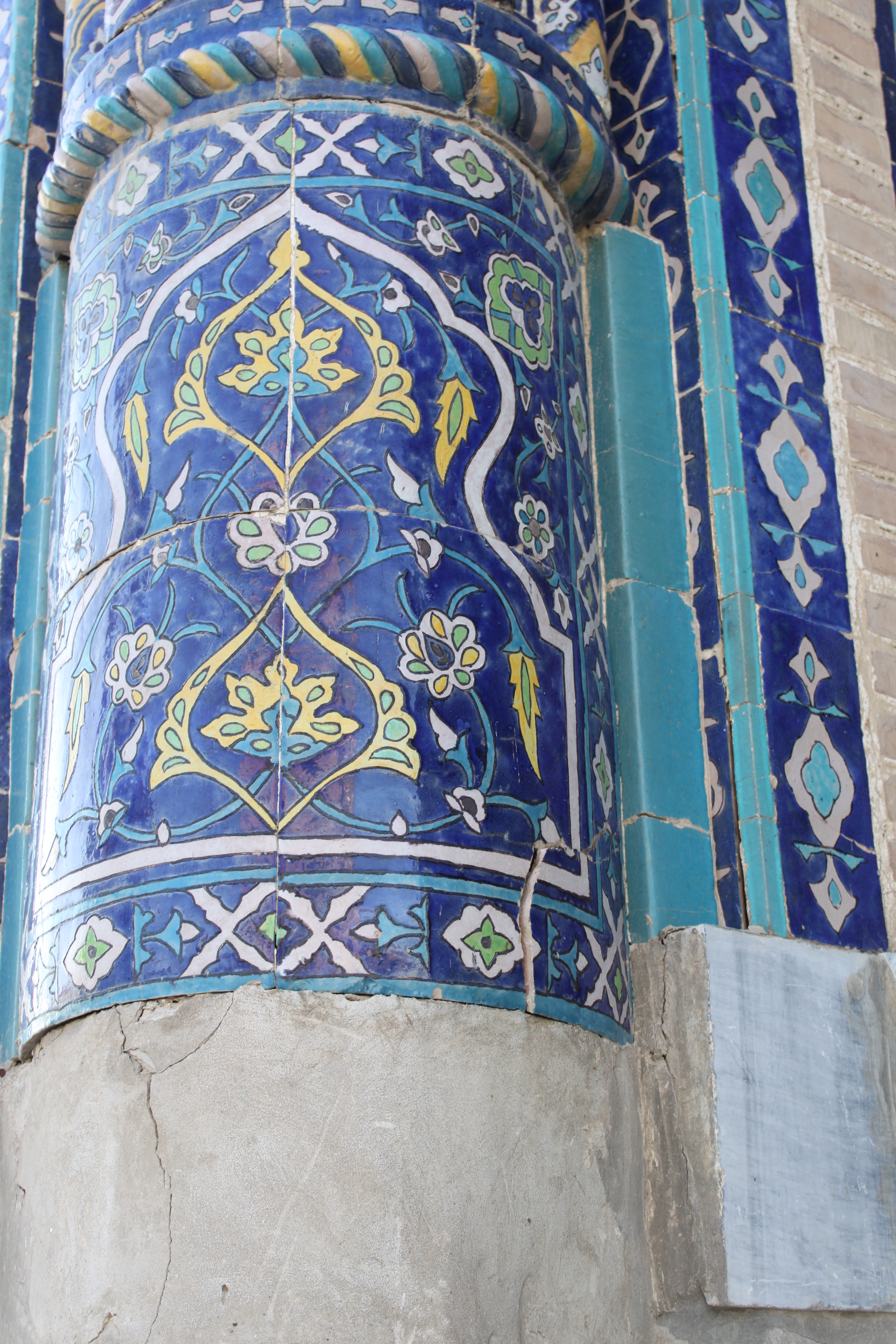
Detalle de una columna que encuadra el pishtak de la madraza.
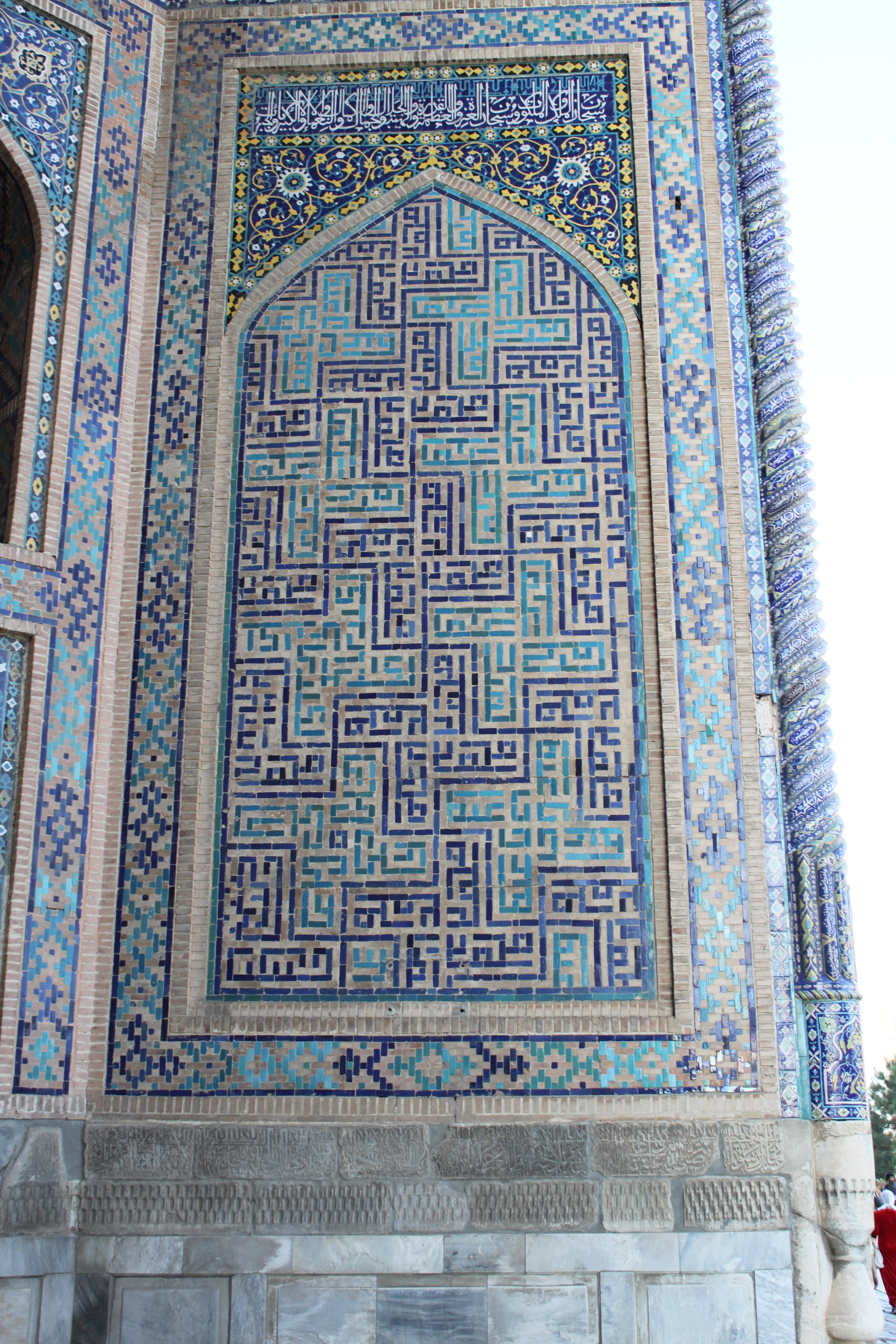
Pared lateral del pishtak de la madraza (con inscripciones de estilo bannaï).

Interior de la madraza Tilya-Kori
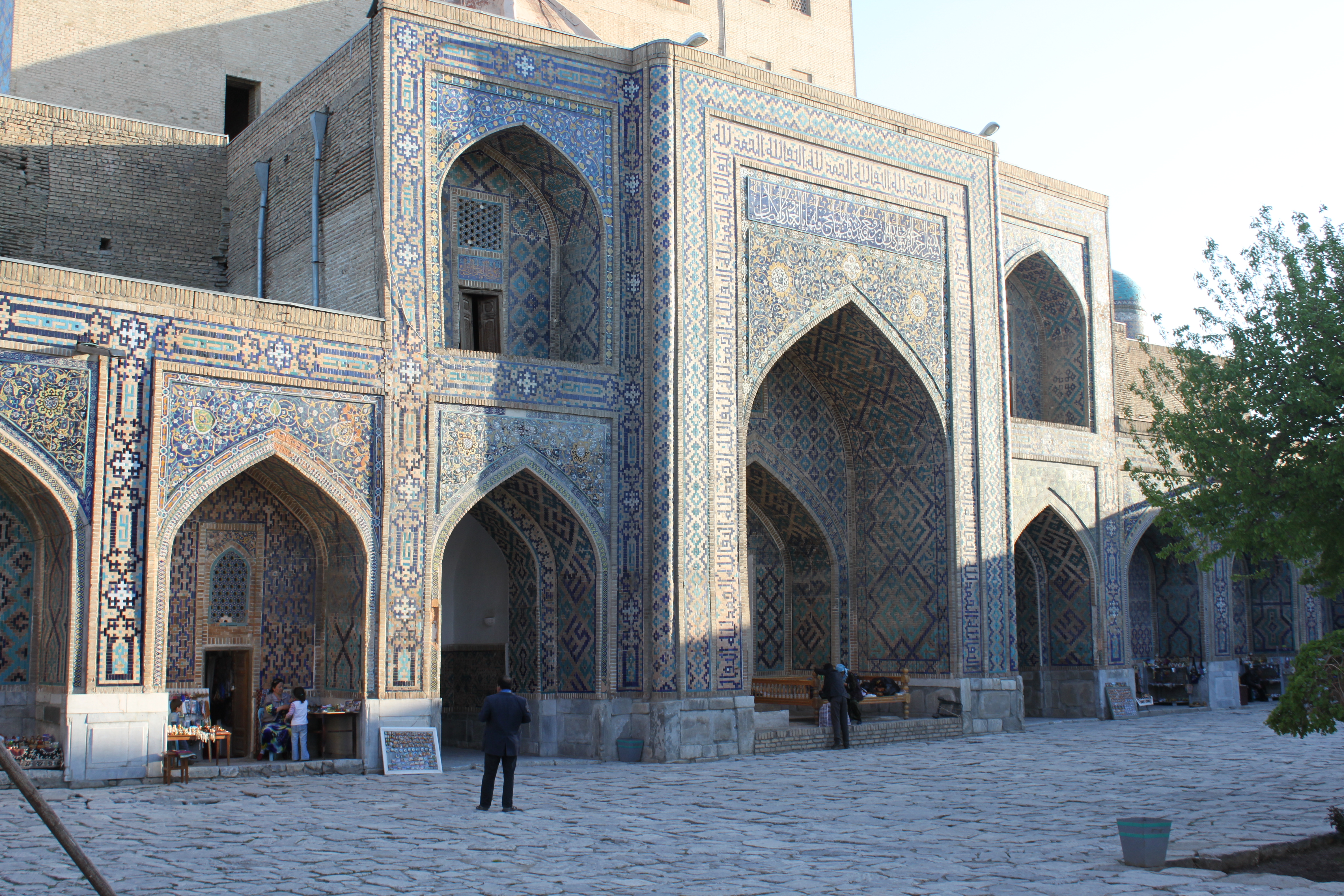
Patio interior detras del portal principal de la madraza.
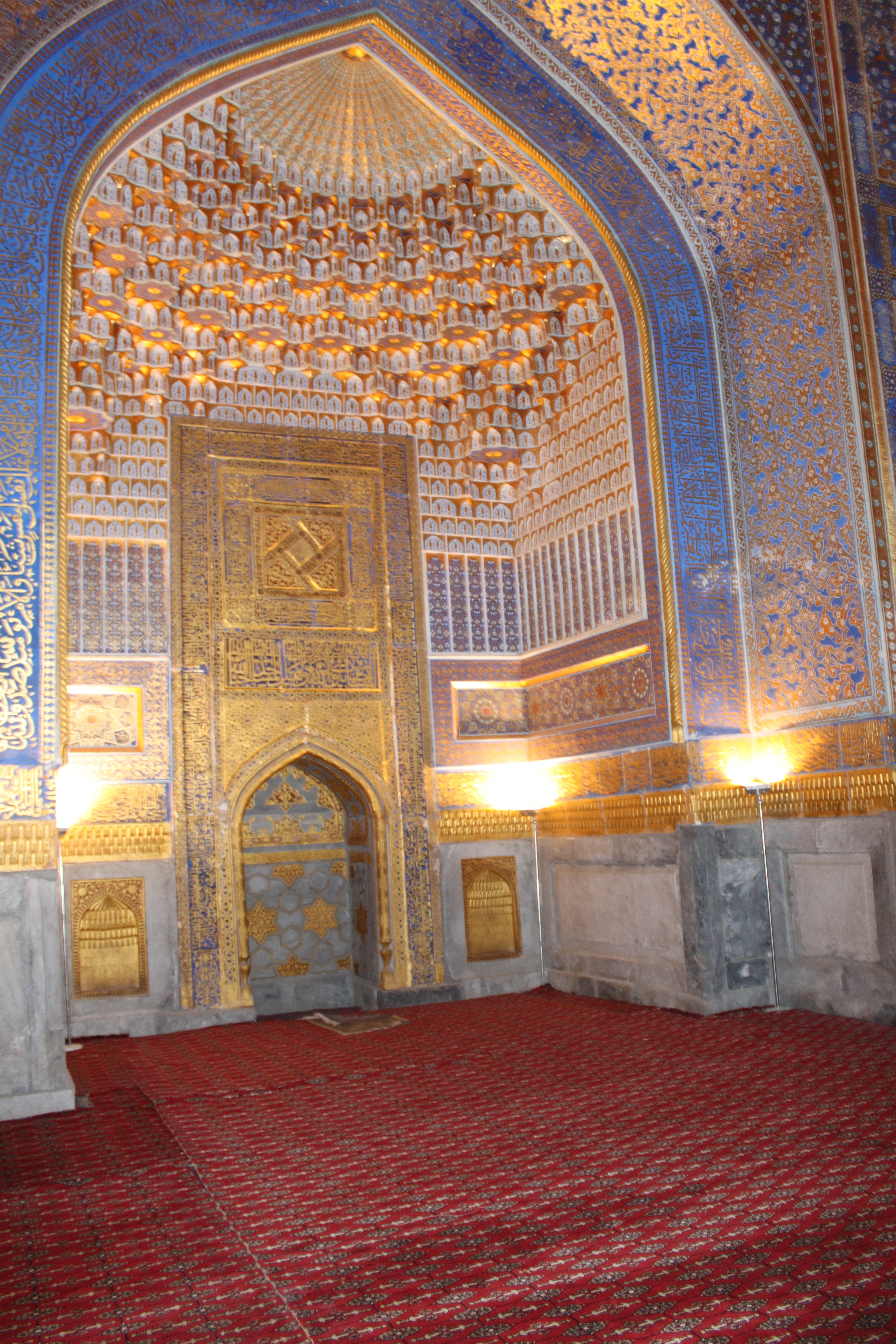
Mihrab de la mezquita de la madraza.
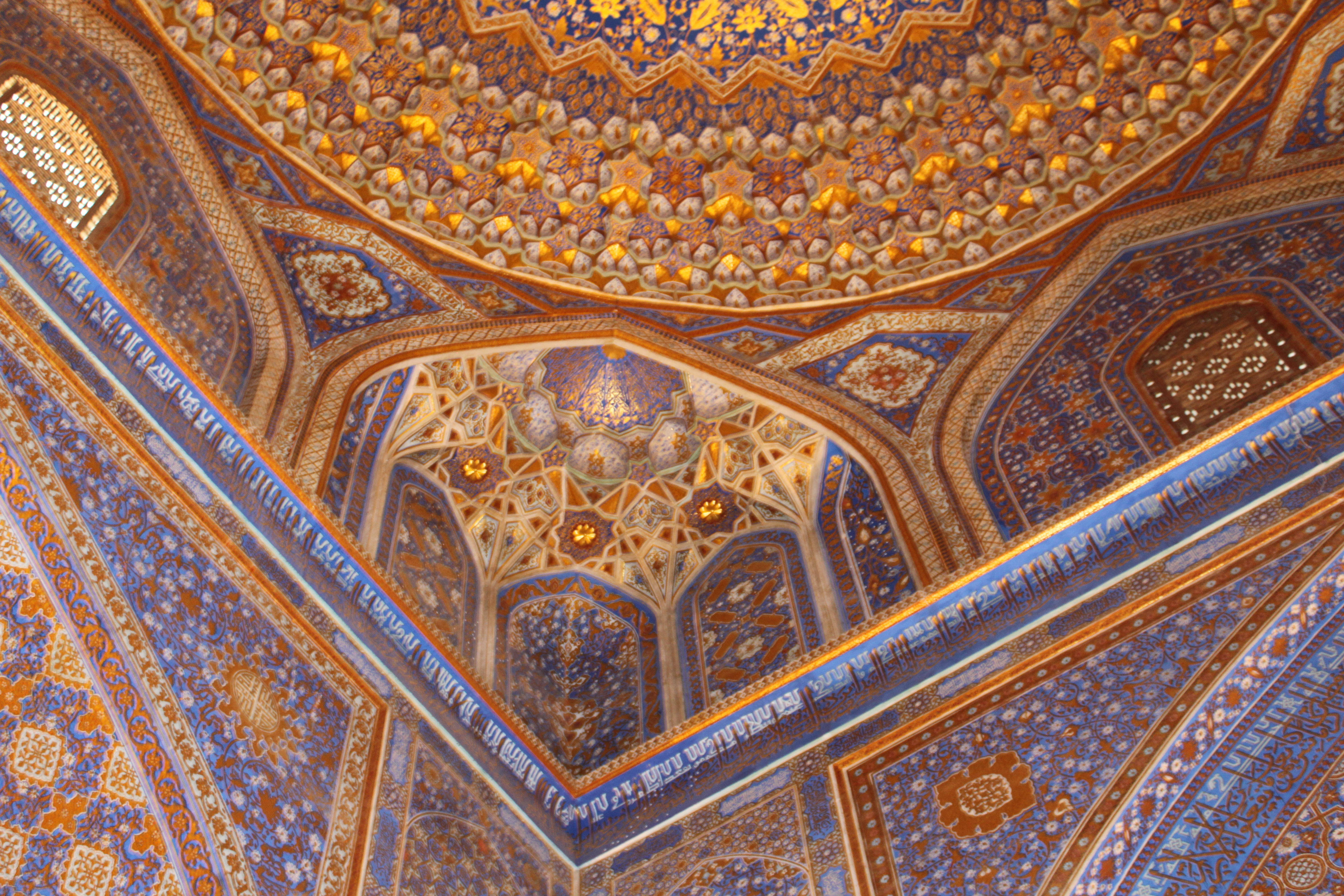
Techo de la mezquita de la madraza.
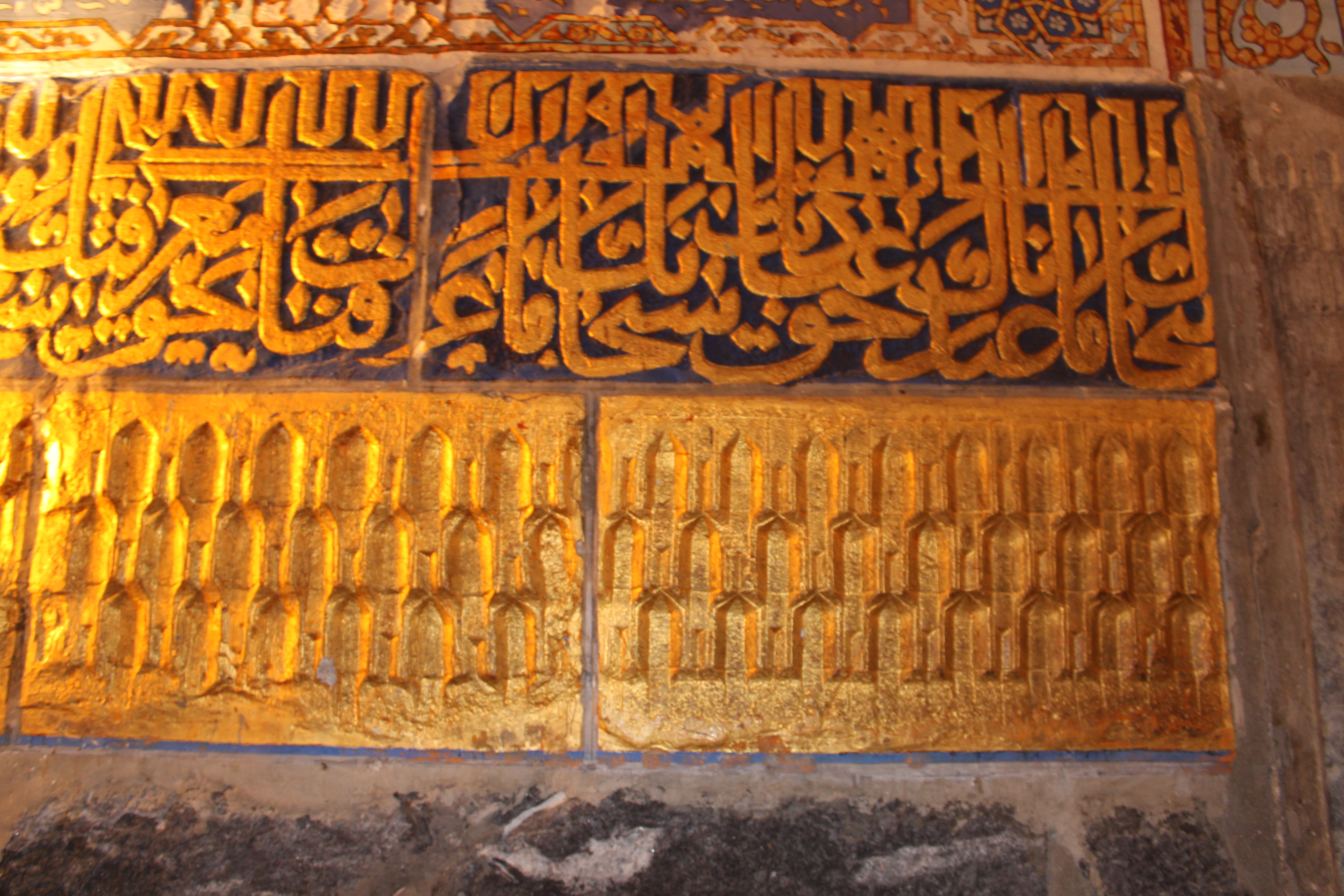
Detalle de la decoration del mihrab de la mezquita de la madraza.
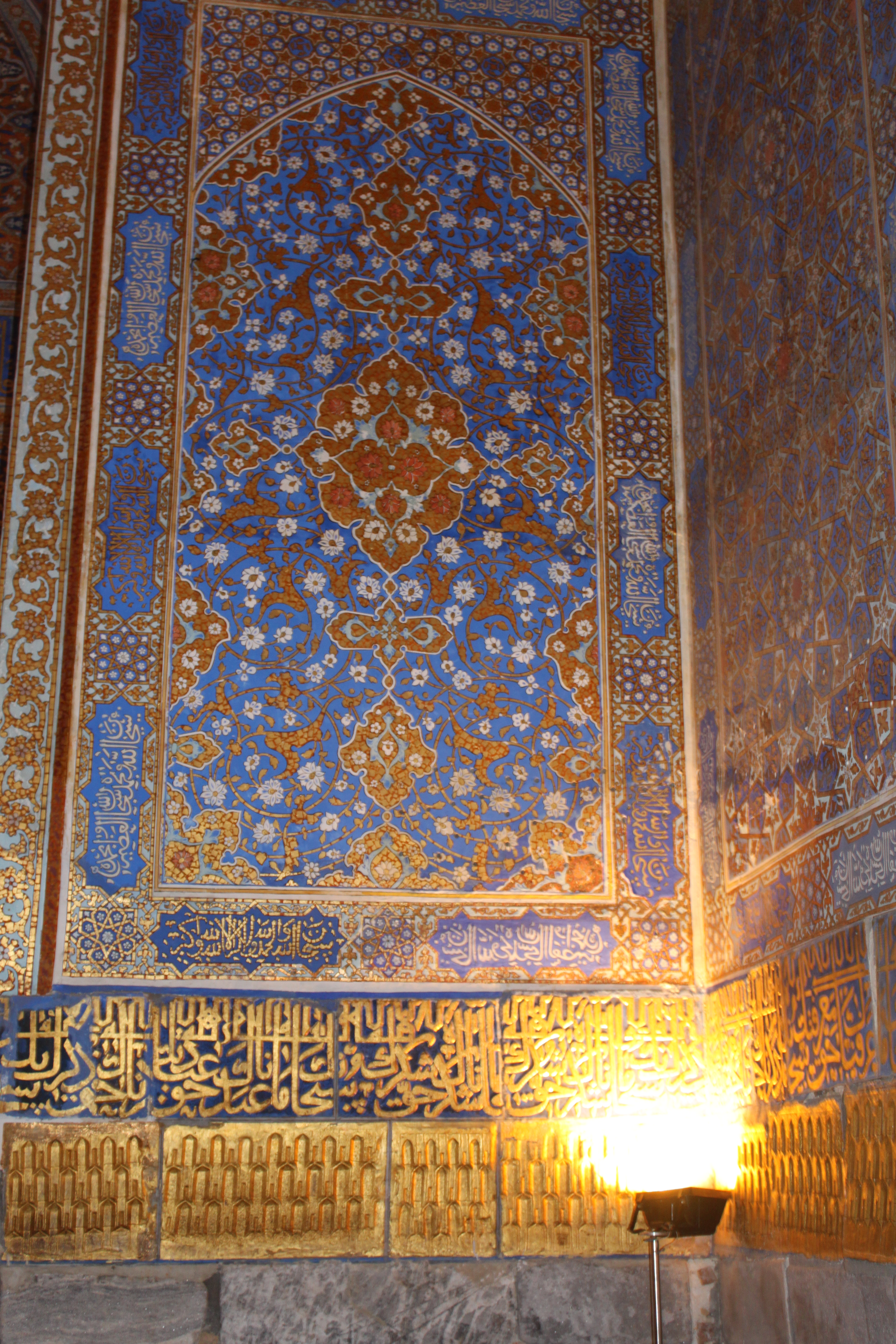
Pared lateral dem mihrab de la madraza.
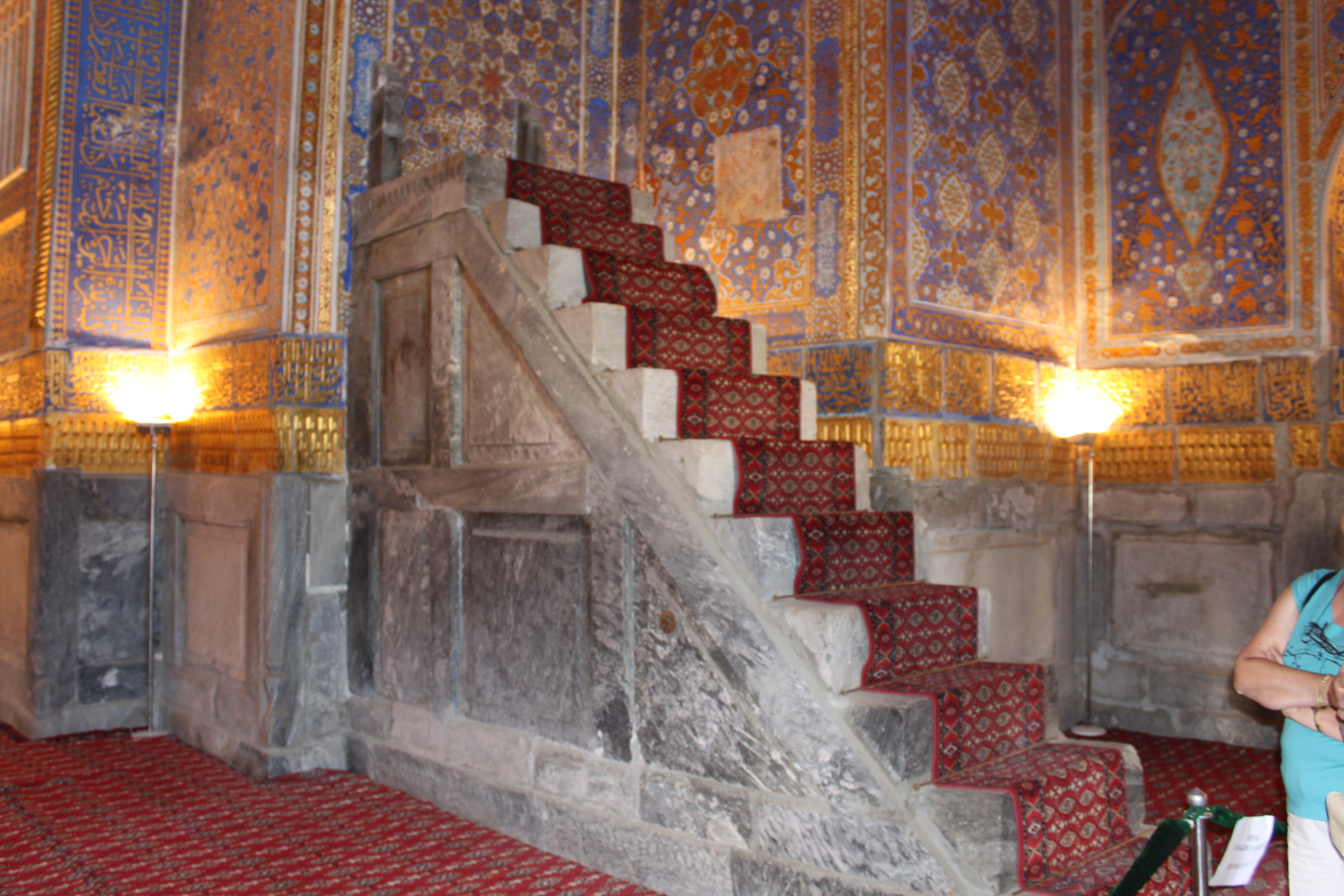
Aldedor del minbar de la madraza.

## Otros edificios

### Mausoleo de los Shaybaníes
Al este de la madrasa Tilya-Kori se encuentra el mausoleo de los shaybaníes (siglo XVI) (ver foto). El verdadero fundador del poder shaybánida fue Muhammad Shaybani-nieto de Abu'l-Khayr Khan. En 1500, con el apoyo del janato chaghataíta, entonces con sede en Tashkent, Muhammad Shaybani conquistó Samarcanda y Bujará a sus últimos gobernantes de la Timúrida. El fundador de la dinastía se volvió entonces contra sus benefactores y en 1503 tomó la antigua Tashkent. En 1506 capturó Khiva y en 1507 se abalanzó sobre Merv (Turkmenistán), el este de Persia y el oeste de Afganistán. Los shaybánidas detuvieron el avance de los safávidas, que en 1502 habían derrotado a los akkoyunlu (Azerbaiyán). Muhammad Shaybani era un líder de las tribus nómadas Uzbek. Durante los años siguientes se asentaron en gran medida en los oasis de Asia Central, la costa del Caspio, los valles de Tian Shan, las montañas rusas y el Indostán. La de la última y vasta invasión uzbeka del siglo XV d. C. fue el gran componente de la etnogenia de la actual nación uzbeka.

### Cúpula comercial de Chorsu
La cúpula comercial Chorsu (1785) está situada justo detrás del Sher-Dor. Chorsu se encuentra al sureste del Registán en la intersección de los cruces de caminos que conectan Samarcanda, Tashkent, Bujará y Shahrisabz. Chorsu es una palabra de origen persa que significa "cruce de caminos", en referencia a esta famosa intersección de caminos muy transitados.  El edificio es antiguo. Tiene una historia centenaria bastante rica.  Actualmente, está incluido en la Lista del Patrimonio Mundial de la UNESCO junto con el resto de la parte histórica de la gloriosa ciudad. 
Chorsu fue originalmente un bazar construido en el siglo XV, pero fue reconstruido en el siglo XVIII, convirtiéndose en un mercado de sombreros. El edificio actual fue construido durante el reinado del emir Shahmurad, en 1785.  En la actualidad, el bazar que antes se encontraba en Chorsu es el Bazar Siyob, cerca de la Mezquita Bibi-Khanym.
En 2005, la propiedad de Chorsu se transfirió a la Academia de Artes de Uzbekistán. Mientras se renovaba el edificio, se retiraron tres metros de tierra del edificio revelando la construcción original de la base. Chorsu sirve ahora como galería de arte que ofrece obras de artistas tanto contemporáneos como históricos. El arte de la galería Chorsu muestra las artes, la cultura, la historia y la diversidad del pueblo uzbeko multinacional.

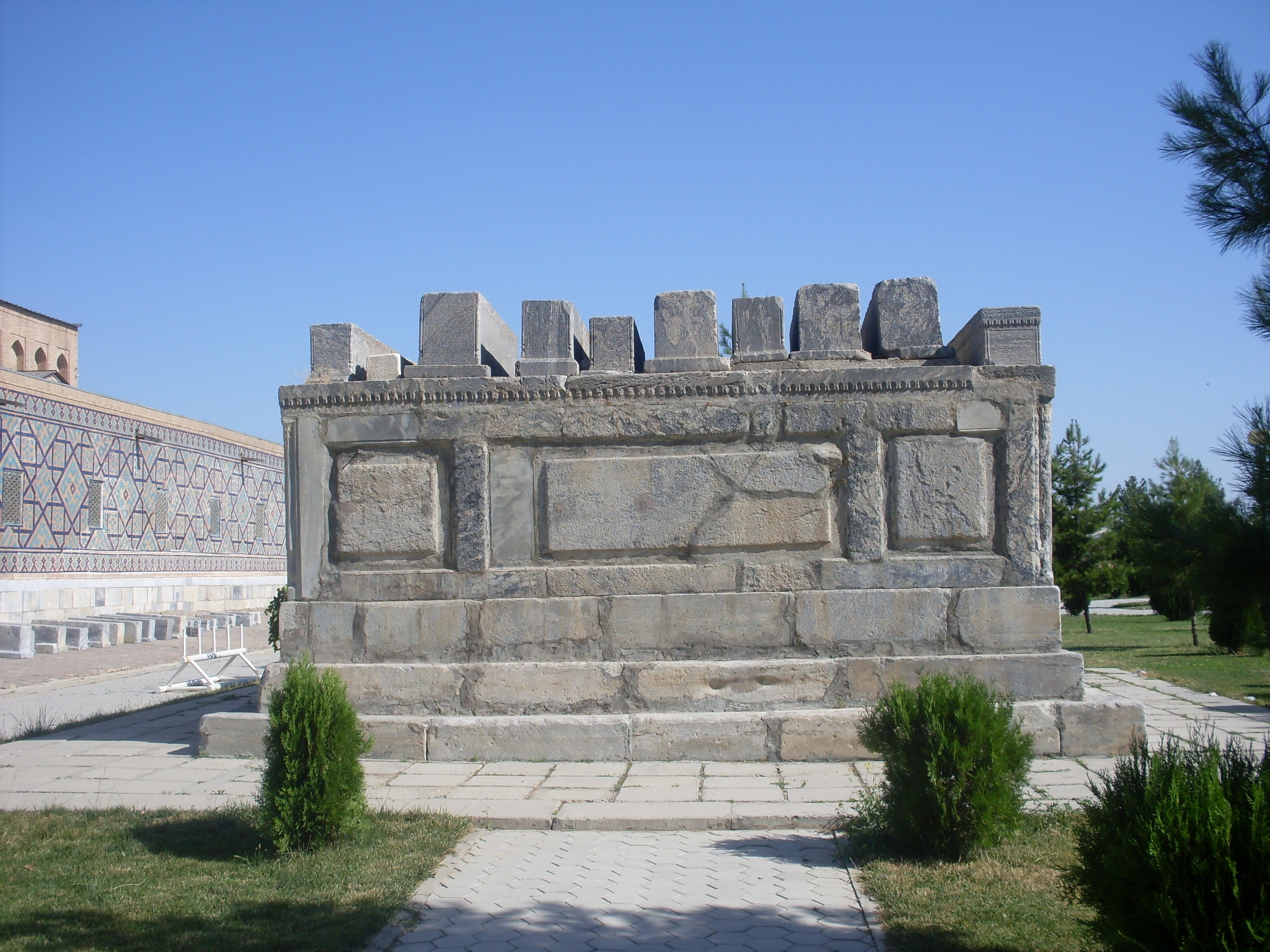
Mausoleo de Shaybaníes
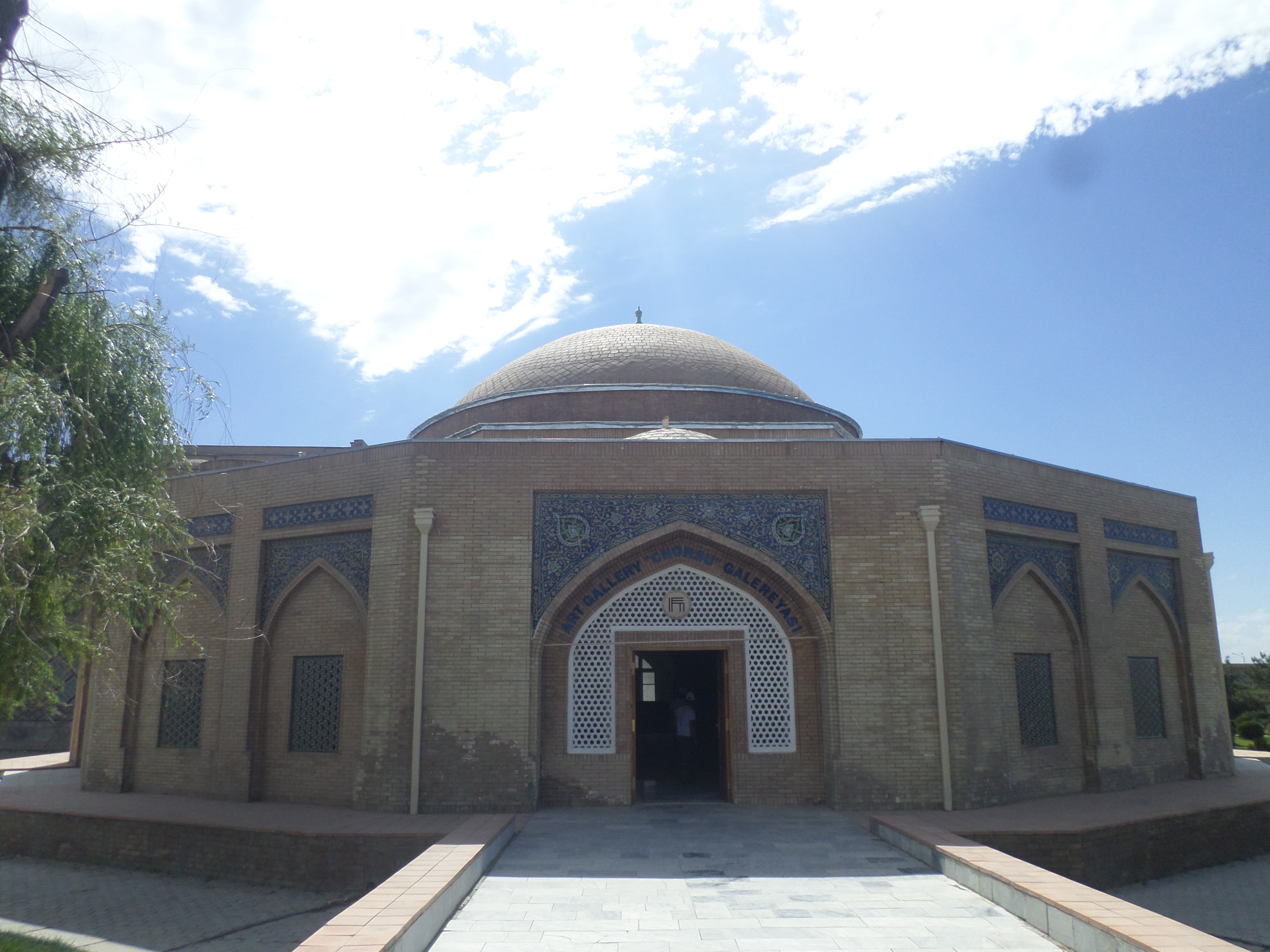
Cúpula comercial de Chorsu